# Émile Bernard (peintre)
Pour les articles homonymes, voir Émile Bernard et Bernard.
Émile Bernard, né le 28 avril 1868 à Lille et mort le 16 avril 1941 à Paris, est un peintre, graveur et écrivain français.
Artiste postimpressionniste, il est associé à l'école de Pont-Aven. Il a fréquenté Vincent van Gogh, Paul Gauguin, Eugène Boch et plus tard Paul Cézanne.
Ses œuvres les plus radicales ont été réalisées durant sa jeunesse, dans les années 1887-1892 où il participe aux innovations stylistiques de la fin du XIXe siècle : il inaugure le cloisonnisme avec Louis Anquetin et Paul Gauguin. Ses recherches de simplification de la forme le conduisent vers le synthétisme, puis le symbolisme. Il part habiter en Égypte en 1893 où il vit jusqu'en 1904. À partir de 1893, il évolue progressivement vers un retour au classicisme inspiré par les maîtres anciens, comme les primitifs italiens ou plus tard les peintres vénitiens, mais aussi Raphaël, Nicolas Poussin ou Diego Vélasquez.
Son travail littéraire est moins connu, il a écrit de la poésie sous le pseudonyme de Jean Dorsal, plusieurs romans, une pièce de théâtre et également de la critique d'art.

## Biographie

### Enfance
Émile Henri Bernard naît à Lille le 28 avril 1868. Il est le fils d'Émile Ernest Bernard, marchand d'étoffes, et d'Héloïse, née Bodin. Sa grand-mère maternelle, Sophie Bodin-Lallement, dirige une blanchisserie. En 1870, la famille fuit à cause de la guerre et s'installe près de Rouen. Sa sœur Madeleine Sophie Héloïse Bernard naît le 14 février 1871. La famille déménage à Paris en 1878, où son père dirige la branche parisienne d'une compagnie textile. Le jeune Émile prend des cours de dessin à l’école des Arts décoratifs. En 1881, il entre au collège de Sainte-Barbe à Fontenay-aux-Roses, où il étudie durant trois ans.
En 1884, par l'intermédiaire du peintre russe, Michail de Wylie (1838-1910), un ami de la famille, il entre à 16 ans dans  l'atelier de peinture de Fernand Cormon, où il se lie notamment avec Louis Anquetin et Henri de Toulouse-Lautrec. Les deux peintres l'emmènent au musée du Louvre mais aussi dans les cabarets de Montmartre. Henri de Toulouse-Lautrec réalise son portrait en 1886 : Portrait d'Émile Bernard, 1886 (Londres, National Gallery).

### L'École de Pont-Aven

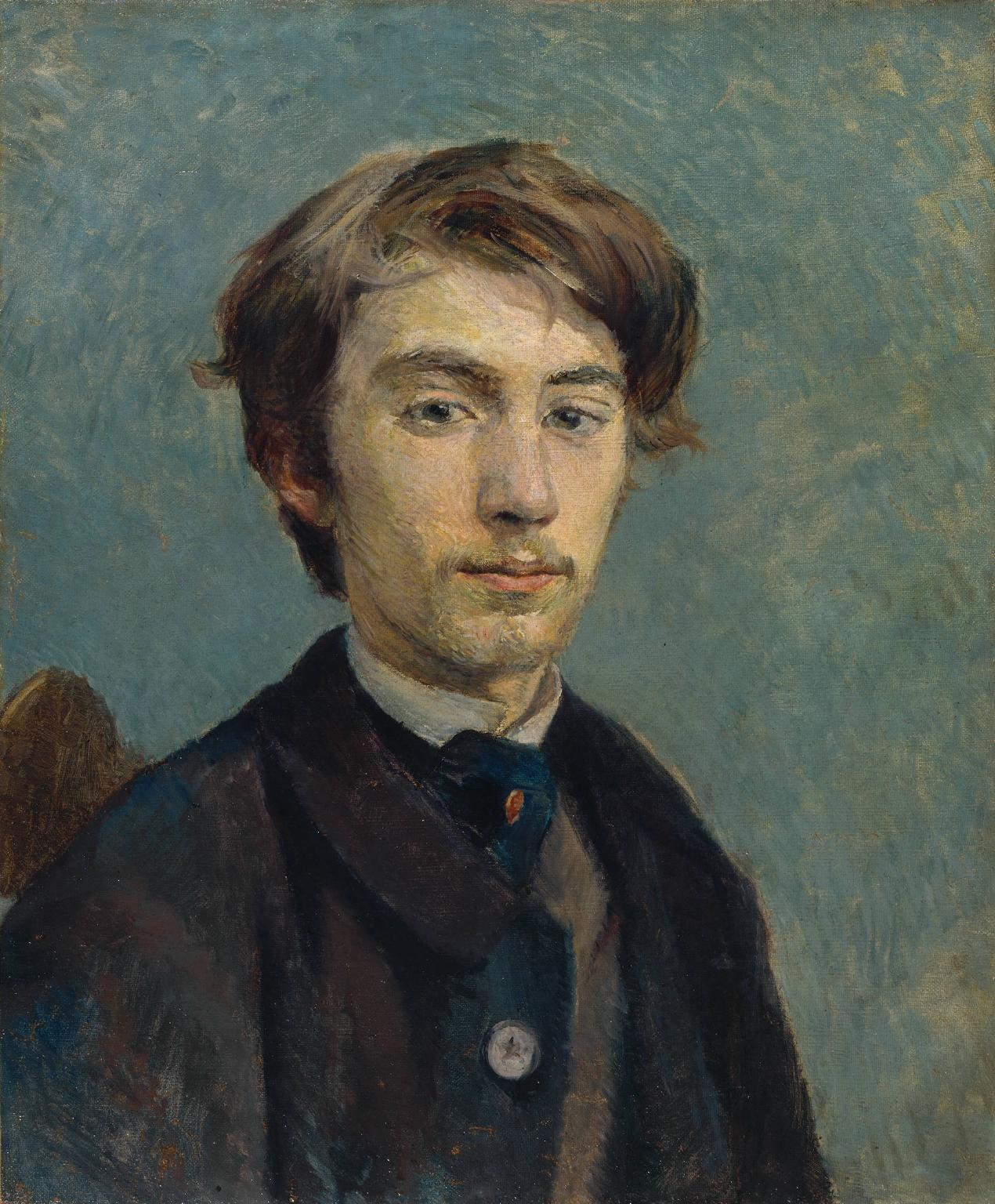
Toulouse-Lautrec, Portrait d'Émile Bernard (1886), Londres, National Gallery.

Exclu de l'atelier Cormon en 1886 pour manque de discipline, il quitte Paris pour un voyage à pied en Normandie et en Bretagne. À Concarneau, il rencontre le peintre Émile Schuffenecker qui lui donne une lettre d’introduction à l’attention de Paul Gauguin. Bernard se rend à Pont-Aven, mais il a peu de contacts avec Gauguin.
De retour à Paris, il se cherche et souhaite faire une peinture où l’idée domine la forme. Pendant l’hiver 1886-1887, il rencontre Vincent van Gogh à Paris et traverse une période pointilliste. Au printemps 1887, il visite à nouveau la Normandie et la Bretagne, et décore sa chambre à l'auberge de Mme Lemasson à Saint-Briac, où il passe deux mois avant de se rendre à Pont-Aven. Gauguin et Charles Laval sont alors en Martinique. Il abandonne le pointillisme pour le cloisonnisme, élaboré avec Louis Anquetin.

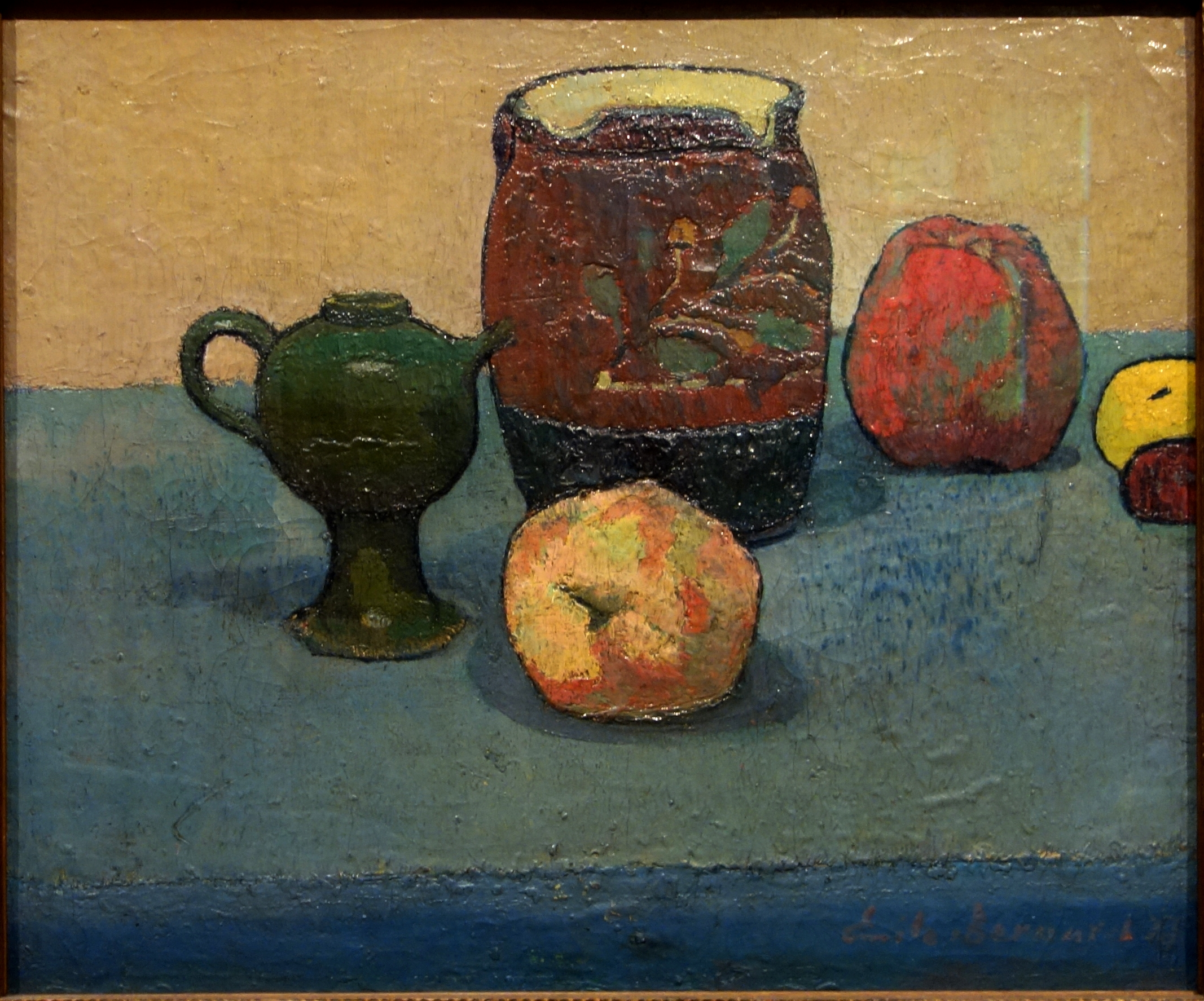
Pot de grès aux pommes, 1887
musée d'Orsay.

À la recherche d'une peinture pure, en réaction contre le naturalisme, mais aussi à l'impressionnisme et la dissolution des formes, il expérimente de nouvelles façons d'exprimer l'espace et les contours. Cette simplification des formes, et la suppression de la perspective trouvent leurs sources dans les estampes japonaises. En 1887, il note à l'arrière de sa toile Pot de grès aux pommes : « Premier essai de synthétisme et de simplification ». Il manifeste dans cette toile son admiration pour Cézanne dont il voit des œuvres dans la boutique du père Tanguy. C'est sans doute ce tableau peint à Asnières et diverses études que Van Gogh voit avant son départ pour Arles. Tandis qu'il entreprend lui-même une nature morte, en août 1888, Van Gogh écrit à Bernard qu'il reste impressionné par "je ne sais quoi de volontaire, de très sage, je ne sais quoi de fixe et de ferme et sûr de soi". Il ajoute même "Mon cher, tu n'as jamais été aussi près de Rembrandt".

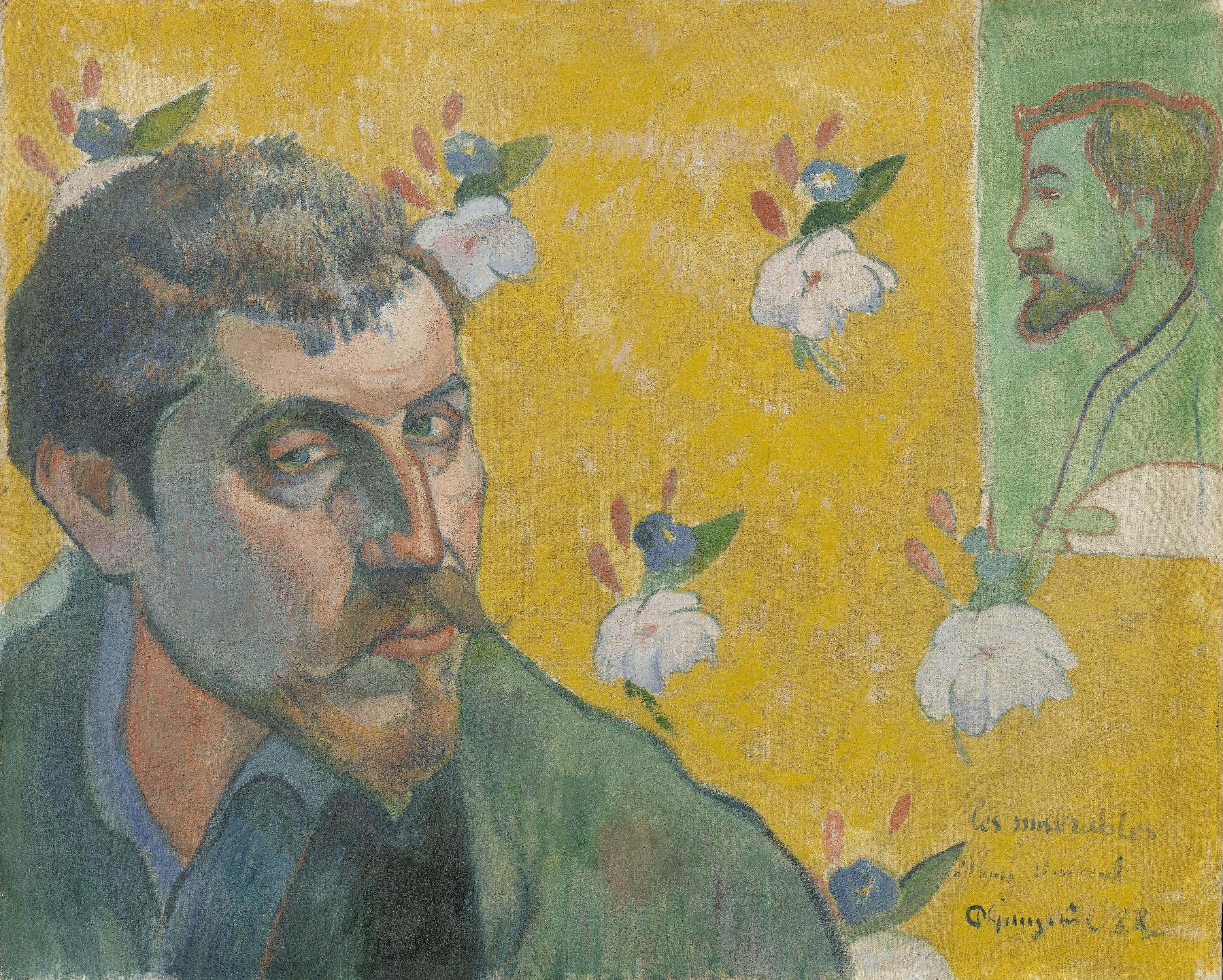
Paul Gauguin
Autoportrait avec portrait de Bernard, 1888
Amsterdam, musée Van Gogh

C'est quelques mois après, en août 1888 qu'a lieu la véritable rencontre avec Gauguin. Bernard est à Pont-Aven avec sa sœur Madeleine (dont Gauguin signera un portrait en 1888), de trois ans sa cadette. Gauguin et Bernard sont alors à un moment charnière de leurs évolutions artistiques respectives, ils se dirigent tous deux vers la synthèse conceptuelle et la synthèse formelle d'où naît le symbolisme de Pont-Aven : le synthétisme se traduit par une suppression de tout ce qui n'est pas mémorisé après la visualisation, les formes sont simples et la gamme de couleur est restreinte. 
En juin 1889, a lieu une exposition des peintres du groupe de Pont-Aven, chez Volpini en marge de l'Exposition universelle de Paris, où Émile Bernard présente 25 œuvres, dont deux sous le pseudonyme de « Ludovic Nemo ».

Œuvres d'Émile Bernard de l'époque de Pont-Aven
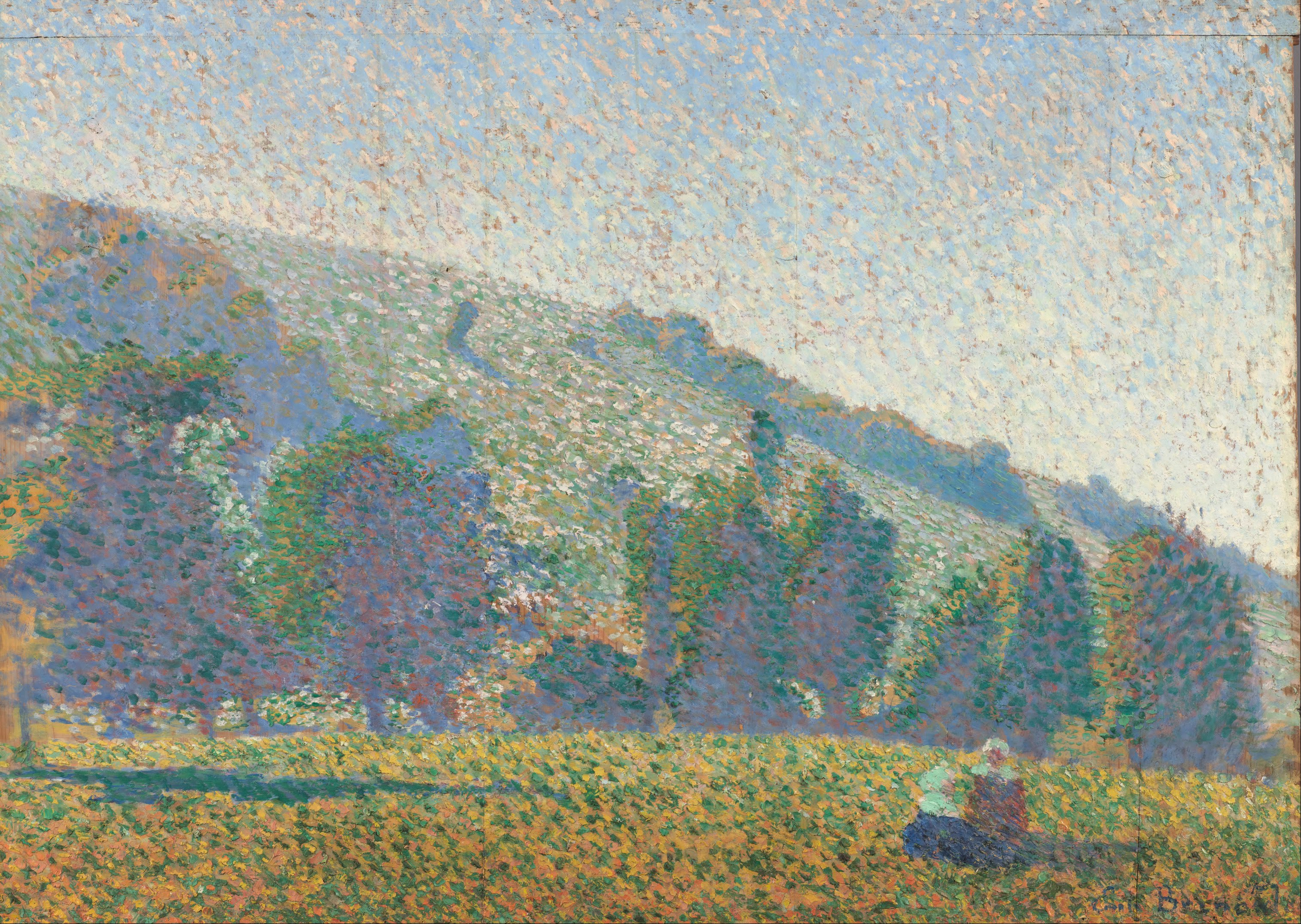
Deux Bretonnes dans un pré (1886), Amsterdam, musée Van-Gogh.
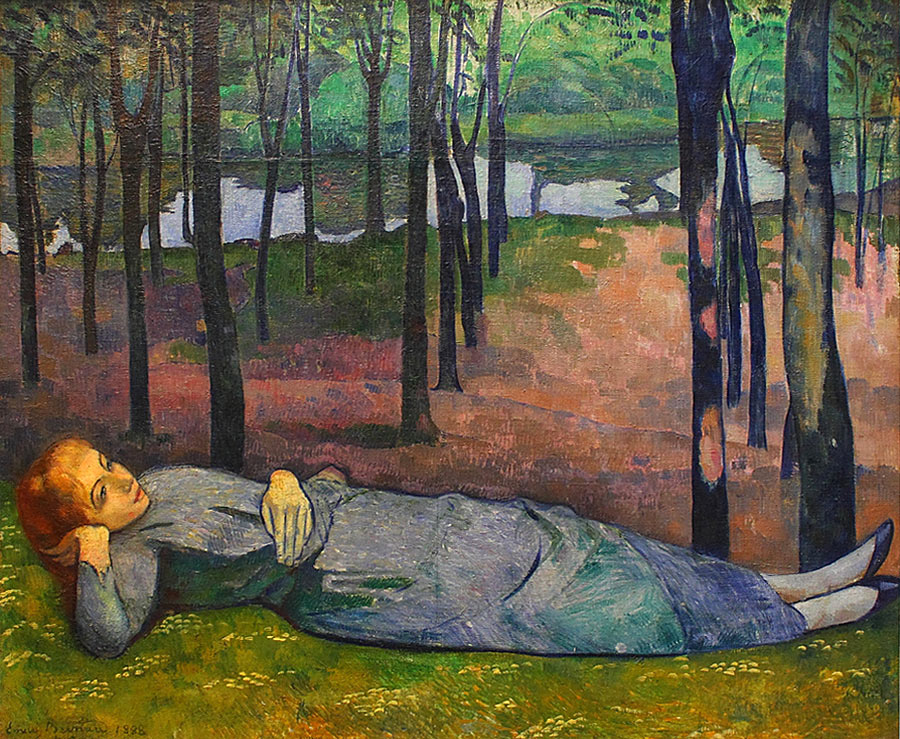
Madeleine au Bois d'Amour (1888), Paris, musée d'Orsay.
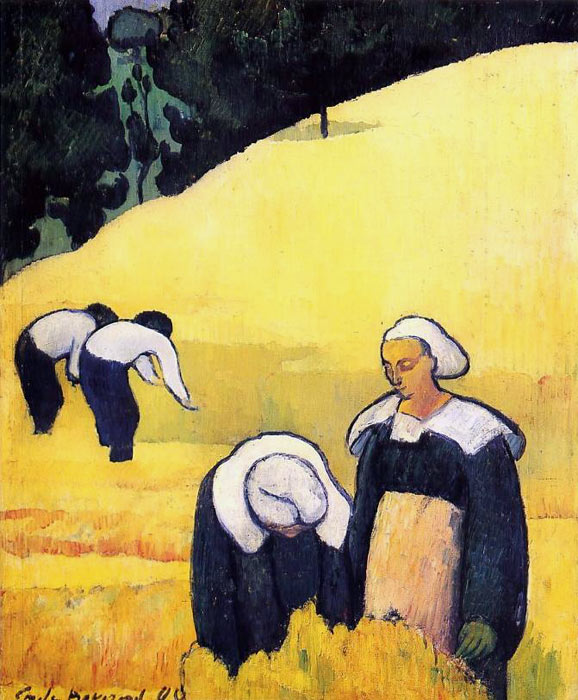
La Moisson d’un champ de blé (1888), 55 × 46 cm, Paris, musée d'Orsay.
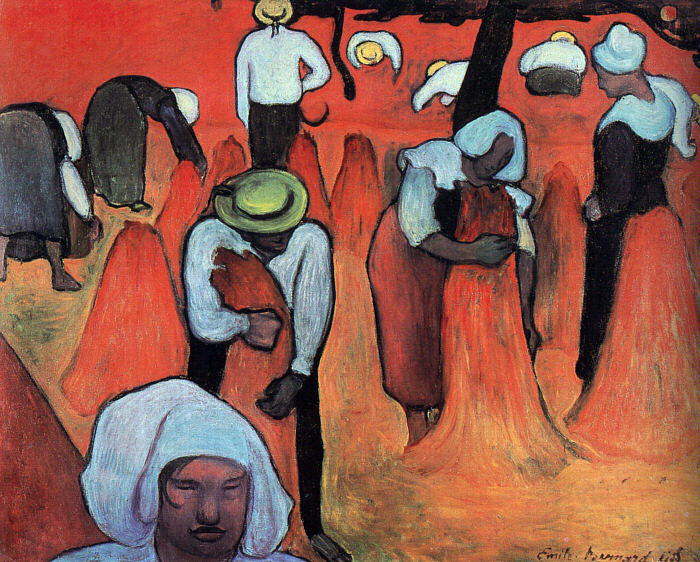
Les Moissonneurs (1888), Collection privée.
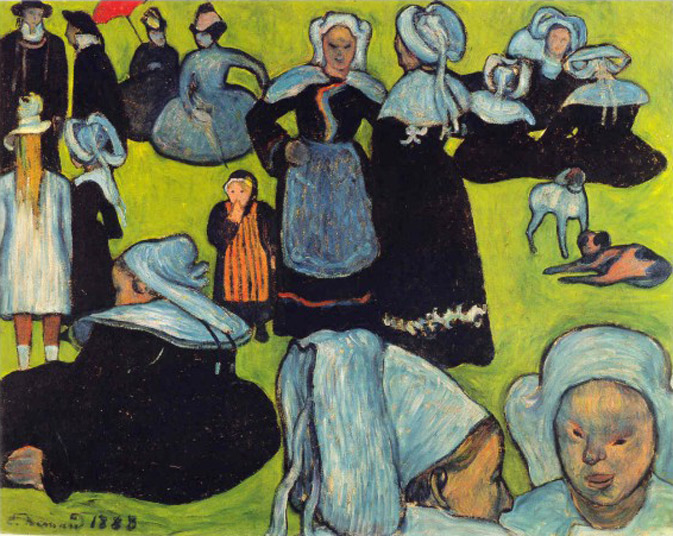
Le Pardon (1888), Paris, musée d'Orsay.
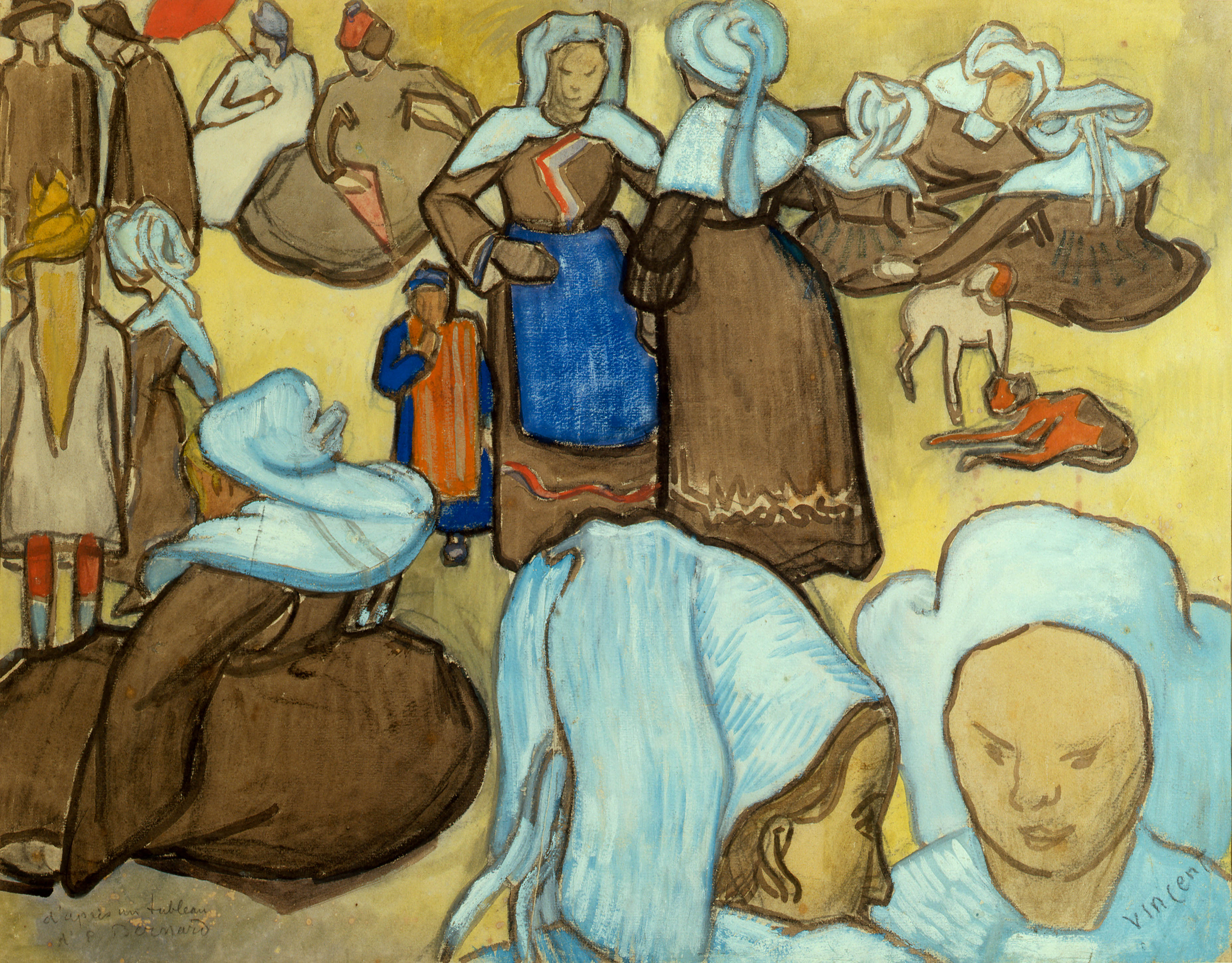
Vincent van Gogh, Le Pardon. Les Bretonnes dans la prairie (1888), d'après Émile Bernard, Galerie d'art moderne de Milan.
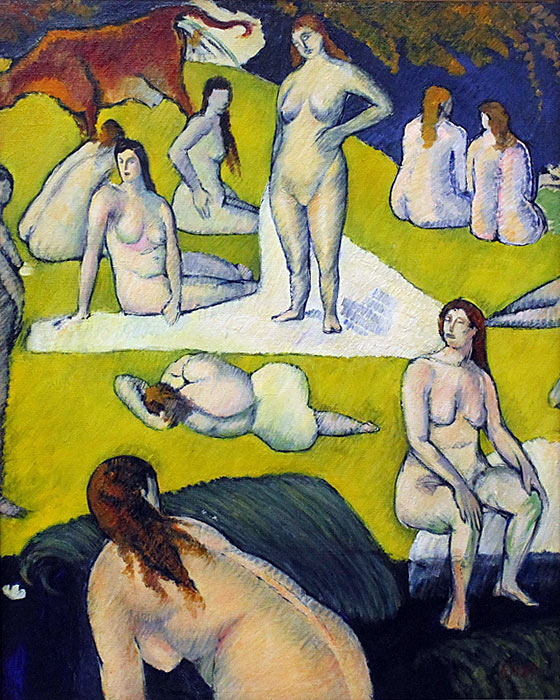
Baigneuses à la vache rouge (1889, daté 1887), Paris, musée d'Orsay.

Fin 1889, il perd le soutien financier de sa famille et s'installe chez sa grand-mère, à Lille, où il trouve un emploi de dessinateur chez un fabricant de textile de Roubaix.
De retour à Paris en juillet 1890, il assiste aux obsèques de Vincent van Gogh, avec Théo van Gogh, Paul Gachet, le père Tanguy, Charles Laval, Lucien Pissarro, Marie Auguste Lauzet et d'autres proches. Ce deuil l’attriste tellement qu’il organise une exposition de ses œuvres dans une galerie parisienne dont il grave lui-même l’affiche. Une première.
En février 1891, Émile Bernard âgé de 23 ans, se brouille avec Gauguin qui a le double de son âge. La rupture sera définitive, il accuse Gauguin de s'attribuer tous les mérites des inventions du groupe de Pont-Aven.
Il peint son autoportrait comme presque chaque année, et l'Autoportrait symbolique de 1891 (Musée d'Orsay) est à ce titre particulièrement révélateur de la situation dans laquelle il se trouve, et de l'inflexion nouvelle qu'il donne à son art. Il traverse une période de solitude et de remise en cause. Il vient de perdre son ami Van Gogh et a rompu avec Paul Gauguin, sans que l'importance de son rôle au sein de l'école de Pont-Aven n'ait été reconnue. Sa vie sentimentale n'est pas plus heureuse et il est en proie à de nombreux doutes. Il se tourne vers une expression mystique et religieuse, très sensible dans cette surprenante composition à double registre.
Il participe alors aux salons de la Rose-Croix qu'Antoine de La Rochefoucauld, son mécène, organise et finance. Il participe également à la 1re et 2e expositions des Peintres impressionnistes et symbolistes chez Le Barc de Boutteville (1891-1892).
Après le départ en 1891 pour Tahiti de Gauguin, il poursuit en Bretagne ses recherches sur le synthétisme. En 1892, il présente La Mer sauvage, Saint-Briac au Salon des indépendants. Ce paysage relève du synthétisme. L’horizon est relevé à la manière des estampes japonaises et les plans successifs du paysage sont matérialisés par des bandes colorées disposées les unes au-dessus des autres. Intenses et arbitraires, les couleurs sont appliquées en aplats, sans dégradés ni ombres. Entre les formes, on repère de légers cernes, rappelant le cloisonnisme.

Début des années 1890
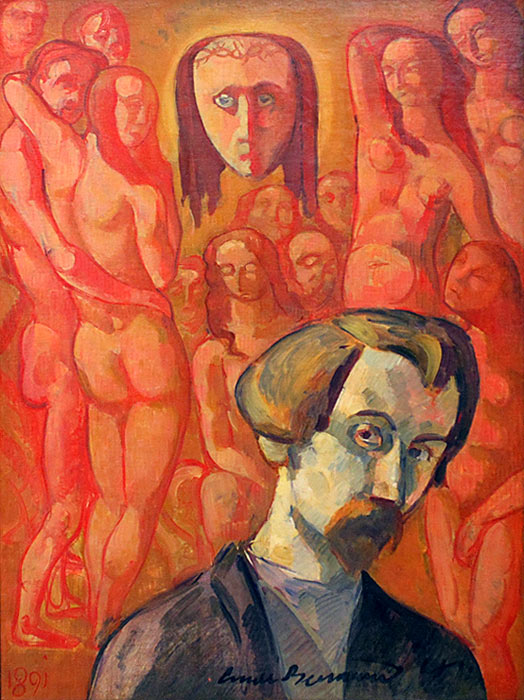
Autoportrait symbolique, 1891 Paris, musée d'Orsay
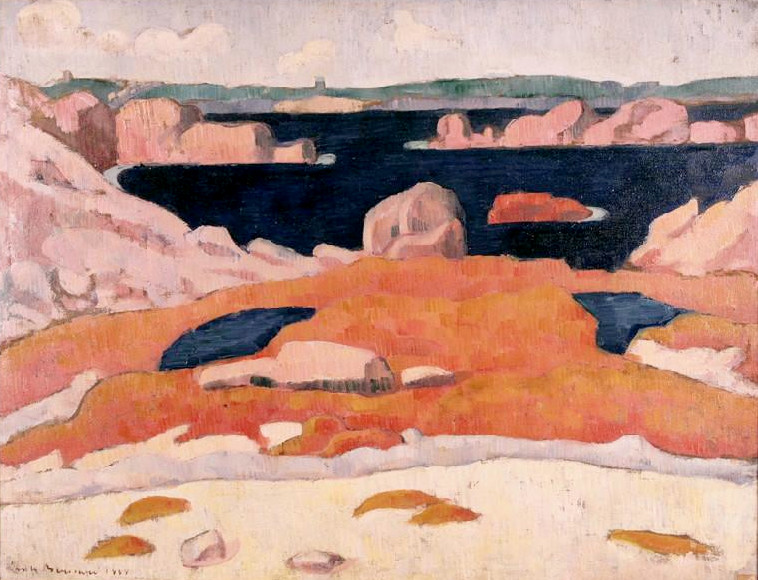
La Mer sauvage, Saint-Briac, 1891 musée des Beaux-Arts de Brest
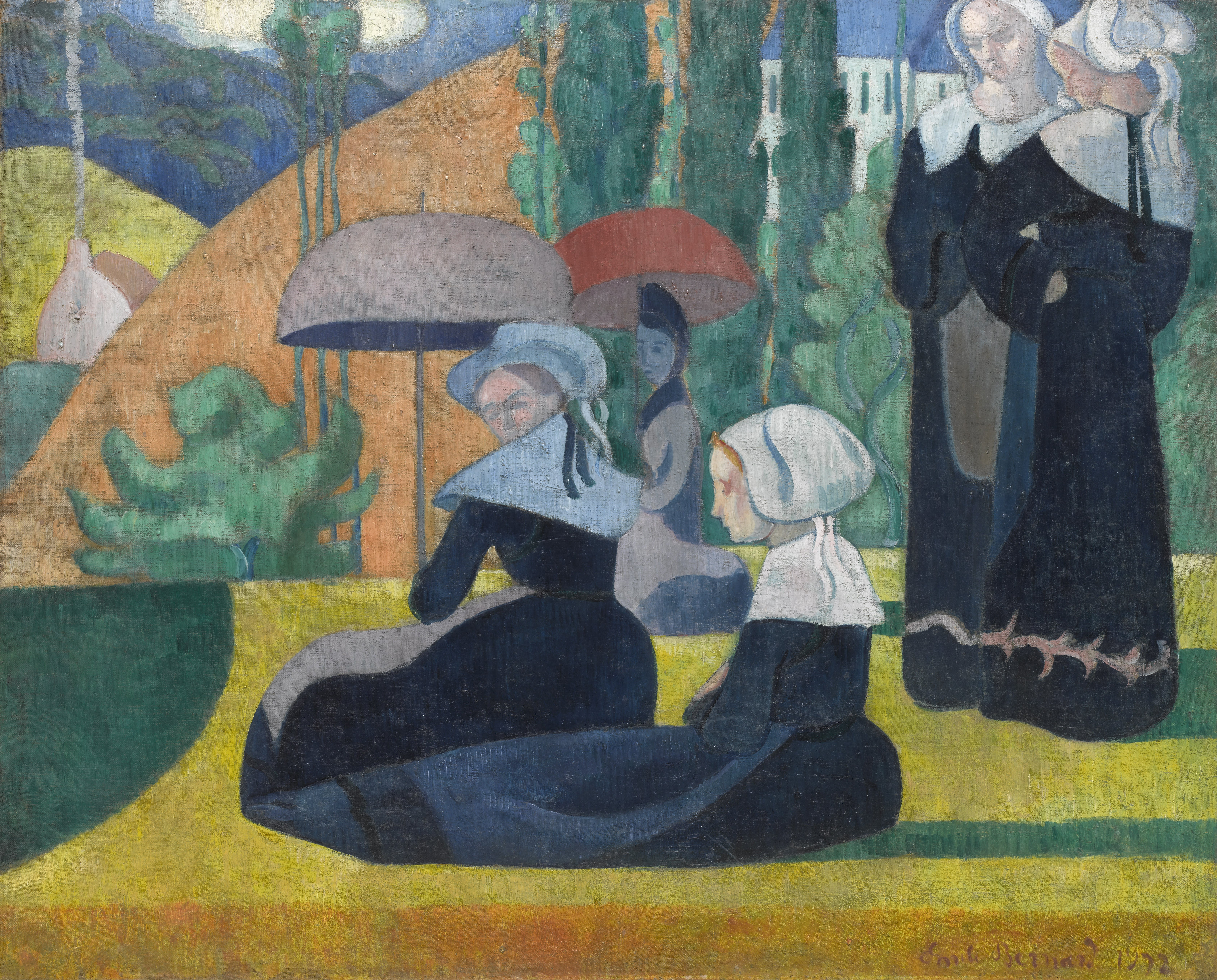
Les Bretonnes aux ombrelles, 1892 Paris, musée d'Orsay

### Les autoportraits
La maîtrise du portrait de Bernard s’exprime et se concentre dans les autoportraits. On en connaît une quarantaine déclinés durant plus de cinquante ans, qui témoignent d’abord bien sûr de la perception qu’avait le peintre de sa propre personne, ensuite de son évolution stylistique puisqu’ils couvrent ses trois principales périodes.

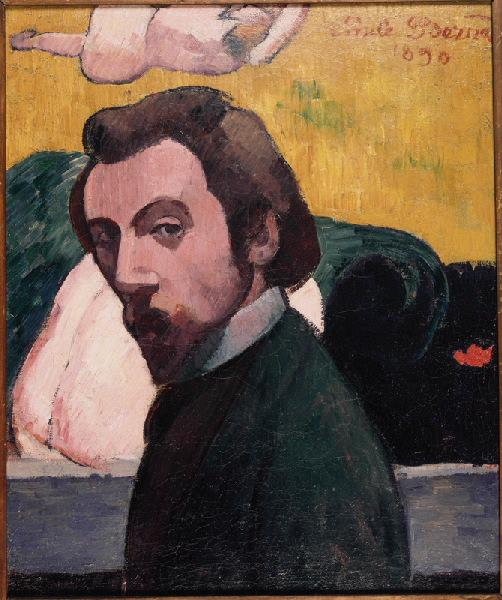
Autoportrait, 1890
musée des Beaux-Arts de Brest.

De 1886 à 1941, Bernard peint son autoportrait au moins une fois par an. Le premier autoportrait de Bernard connu est l’Autoportrait avec le portrait de Gauguin, daté de 1888. C’est Vincent van Gogh qui avait demandé à ses amis Gauguin et Bernard de se peindre mutuellement, ce qui leur a posé problème. Ils ont trouvé le compromis de réaliser chacun un autoportrait devant un portrait de l’autre, ce qui illustre bien une certaine rivalité.
En pleine expérimentation du cloisonnisme, Bernard s’est représenté avec un chapeau, le regard intense, le visage fermé devant un portrait de Gauguin accroché à un mur bleu. Cet autoportrait pourrait s’inscrire dans la période bleue de Picasso, sur lequel l'influence de Bernard est manifeste, en particulier sur la période bleue. Signé Émile Bernard et dédicacé « à son copaing Vincent », il est aujourd’hui conservé au musée Van-Gogh d’Amsterdam, où il est exposé avec son pendant, l’Autoportrait avec le portrait de Bernard, par Gauguin. L’expression de Gauguin n’est pas très différente de celle de Bernard, son visage est peut-être encore plus fermé. Ils portent tous les deux bouc et moustache. Un portrait de Bernard de profil et tenant une palette à la main est accroché sur un mur jaune. Une couleur complémentaire du bleu utilisé par Bernard. La toile est légendée Les misérables et dédicacée « à l’ami Vincent ». Dans une lettre à Van Gogh, Gauguin explique qu’il s’est peint en bandit, en Jean Valjean. Bernard a offert les deux toiles à Vincent van Gogh qui les aimait beaucoup.
Le plus connu des autoportraits de Bernard est probablement l'Autoportrait de 1890 conservé au musée des Beaux-Arts de Brest. Le peintre est alors âgé de 22 ans et en pleine période synthétiste. Le visage est déterminé, le regard intense et pénétrant. Il s’est peint dans son atelier, devant Baigneuses à la vache rouge. Il existe un autre autoportrait devant ce même tableau, l’Autoportrait au tableau « Baigneuses à la vache rouge », qui est passé en vente chez Christie's en 2019. Il a été préempté par l’État français pour 778 000 euros et a depuis rejoint les cimaises du musée d'Orsay. Ces deux toiles ont été réalisées à Pont-Aven.
L’Autoportrait symbolique, dit aussi Vision, daté de 1891 est conservé au musée d’Orsay. La toile est brutale, l’esthétisme n’y prime pas sur l’idée. Le peintre s’y représente soucieux au premier plan tandis qu’au fond il a représenté ce qui occupe ses pensées : un couple nu enlacé entouré d’une dizaine de femmes nues traitées dans une tonalité de roses. Les corps sont très stylisés et annoncent déjà plus que la période rose de Picasso, le traitement fait déjà penser aux fameuses demoiselles d’Avignon. Au-dessus de cette masse de corps flotte une grosse tête, un peu comme flotterait un ballon gonflé d’hélium dans une fête foraine. Des cheveux longs flottent autour de cette tête couronnée d’épines, qui ne ressemble en rien aux représentations convenues du christ chrétien.
Le Portrait de l'artiste au turban jaune est quant à lui conservé au musée des Beaux-Arts de Quimper. Le peintre a troqué son chapeau pour un turban de calife sur cette toile de la première période égyptienne datée de 1894. Le bouc est devenu une vraie barbe et il s’est représenté en compagnie de sa jeune épouse Hanenah, égyptienne de famille chrétienne qui semble être en prière sur cette composition, les yeux clos. En 1894, Bernard n’en a pas encore terminé avec les couleurs vives.
En 1897, Bernard est à Séville, il y réalise au moins trois autoportraits très semblables : le célèbre Autoportrait au vase de fleurs, dédicacé « à nos amis de Hollande » et conservé au Rijksmuseum d’Amsterdam, où il se représente de trois quarts dans un intérieur à dominante bleue. L’œil est perçant, les sourcils hauts, le visage presque sculpté.
Il reprend cette pose à l’identique dans une toile où il porte une robe de dure et peint debout devant un crucifix. Enfin un troisième autoportrait daté 1897 représente le peintre de face, toujours dans ce ton bleu qui va si fortement marquer le jeune Picasso lorsqu’il découvrira ces toiles de la période espagnole en 1901 à l’exposition chez Ambroise Vollard. Cette toile est conservée à Roubaix au musée de La Piscine, où est désormais regroupé un ensemble de travaux du peintre, dont le catalogue a été publié en 2014.
L’autoportrait conservé au musée des Beaux-Arts de Laval le représente âgé de 34 ans. Peint en 1902, le peintre a trouvé son style propre, tout en rouges sombres et en bruns, et en coups de pinceaux nerveux. Sur cette toile on assiste aussi à une réelle transformation physique : les cheveux et la barbe sont longs et en bataille, le sourcil est toujours haut mais c’est la première fois où Bernard se représente fatigué.
Vers 1908 il réalise la famille à Tonnerre, un de ses compositions les plus déroutantes : au centre du tableau sa compagne Andrée Fort, imposante, énorme, le dos nus, entourée de leurs six jeunes enfants. Lui reste en retrait à droite de la scène, perdu dans la contemplation de la mère de ses enfants.
En 1912, Bernard vient de s’installer dans un hôtel particulier de l’île Saint-Louis sur la porte duquel il a écrit « Émile Bernard, élève du Titien ». Il se représente une palette à la main, un pinceau dans l’autre, l’air plus lointain que jamais, mais peut-être un peu moins farouche que dans sa jeunesse. Le regard s’est adouci mais n’exprime nulle joie. Pourtant toute la lumière est concentrée sur le visage.
En 1933, il se représente encore jeune sur une des fresques de l’église Saint-Malo à Saint-Malo-de-Phily. Une lumière qui s’atténuera dans les années suivantes, les toiles deviennent plus sombres à mesure que les cheveux grisonnent et que la barbe blanchi.

### L'orientalisme et l'Égypte
En 1893, Antoine de La Rochefoucauld l'aide financièrement à partir en Égypte pour un voyage qu’il pense de courte durée. En mars 1893, il est à Pise puis Gènes, d’où il écrit ses enthousiasmes à ses chers parents : « La tour penchée, le campanile, le Baptistère, le dôme, voilà des merveilles. Dans le dôme fulmine une splendide mosaïque byzantine, un christ géant. À Gènes, ville maritime, port suant d’exotiques richesses, des palais peints à fresque, d’un or lointain, trouent l’azur, ô féérie ! À Genova (Gènes) Saint Laurens mosquée christianisée est d’un marbre splendidement ouvré, l’arabesque y enrichit de ses entrelacs la logique occidentale ». Il passe par Florence pour admirer les fresques de Giotto.
Sa connaissance de l’Orient se confond avec sa quête spirituelle. En 1893, il visite Samos où il peint des fresques, Smyrne, Constantinople, la Palestine et est envahi par l’émotion religieuse à Jérusalem. Il arrive finalement en Égypte, à Alexandrie d’abord, où il peint Le Repos des danseuses, Tantah et de grandes fresques illustrant la vie de Saint-Louis, et enfin Le Caire.
Il est séduit par l’abstraction de l’art musulman, celle des objets du quotidien qu’il représente dans ses aquarelles. Il s’installe au Caire en 1894 et reste dix ans en Égypte. Il adopte le mode de vie et les costumes des autochtones et s’y marie le 1er juillet 1894 avec Hanenah Saati, une jeune fille de 15 ans d’origine libanaise, appartenant à la communauté syriaque orthodoxe. Sa mère vient de mourir et son père est malade. Elle lui donnera cinq enfants, dont deux seulement vivront. Pour subvenir aux besoins de ce foyer, sa correspondance avec sa famille révèle qu’il demande à sa mère de vendre le stock de tableaux de Gauguin qui sont en sa possession, puis quelques-unes des trente toiles de Van Gogh qu’il détient.
Sa sœur Madeleine vient le retrouver au Caire après la mort de son mari Charles Laval en 1894. Ils étaient tous deux tuberculeux, et lui très mystique et catholique pratiquant, sujet à des crises de démence. Madeleine ne lui survivra pas longtemps et succombe de la tuberculose en 1895.
Oubliées les anciennes querelles de style qui animaient la vie artistique parisienne, il se lance à corps perdu dans la recherche d’un idéal classique, sublime, intemporel. « L’Orient m’a fait comprendre l’Antiquité, la beauté plastique, le platonisme, les civilisations disparues et adorées » (Emile Bernard, Confidences). Alors quand il prend comme ici sa servante et une marchande d’oranges pour modèles, il en fait des icônes. Classique ? Oui, et il le revendique. Il soigne la composition, savamment organisée, est attentif à la perspective. À l'instar de Delacroix, il rêve de recréer l'Antiquité et de se confronter à ses modèles : Courbet, Titien, le Greco. Il passe délibérément de l'avant-garde à l'arrière-garde. Bernard est vraiment un artiste à tiroirs. Ainsi au cours de ce qu’il est convenu d’appeler sa période d’Égypte, on trouve une période espagnole et une période italienne.
Il peint et écrit beaucoup, surtout de la poésie. Il continue de contribuer au Mercure de France.
L’année suivant la mort de Madeleine, le jeune couple vend tout pour partir en Espagne où il connaîtra une misère noire. Le 2 novembre 1896, par un froid glacial, Bernard manque même de mourir asphyxié par la fumée d’un vieux poêle. En mai 1897, ils sont de retour au Caire où Bernard se lie avec Mademoiselle Coste, une femme qui l’aide à trouver des travaux et un logement plus grand. Le portrait qu’il peint d’elle est exemplaire de la variété de ses talents de portraitiste.
Il revient à Paris en 1901 pour exposer chez Vollard. C’est lors de ce séjour parisien qu’il rencontre Andrée Fort, sœur du poète Paul Fort. Elle repartira avec lui en Égypte et y sera quelques années sa deuxième concubine, quelques années de ménage à trois entrecoupées de séjours à Venise avant de revenir pour de bon en France où il finira par l’épouser religieusement en juin 1938, après le décès d’Hanenah. Elle restera sa femme et la mère de nombreux enfants, ce qui ne l’empêchera pas le peintre d’entretenir de nombreuses autres relations féminines.
Gauguin meurt en 1903. Cette même année, Bernard passe huit mois à Venise en compagnie d’Andrée Fort. Huit mois de passion et de peinture dans la cité des doges. Il peint de très grandes compositions dont une des plus fameuses est Sur un pont à Venise, où un groupe de femmes et d’enfants est figuré grandeur nature devant un arrière-plan quasi monochrome d’un bleu argenté. Le retour en Égypte ne doit pas très bien se passer puisqu’en février 1904, il quitte définitivement l’Égypte pour rentrer s’installer en France, abandonnant son épouse Hanenah au Caire. Son séjour en Égypte aura duré onze années.

Œuvres orientalistes d'Émile Bernard
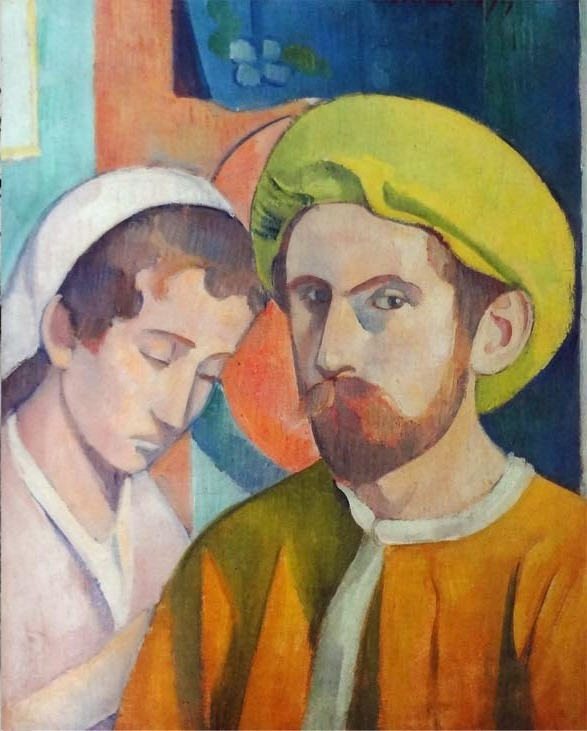
Portrait de l'artiste au turban jaune (1894), musée des Beaux-Arts de Quimper.
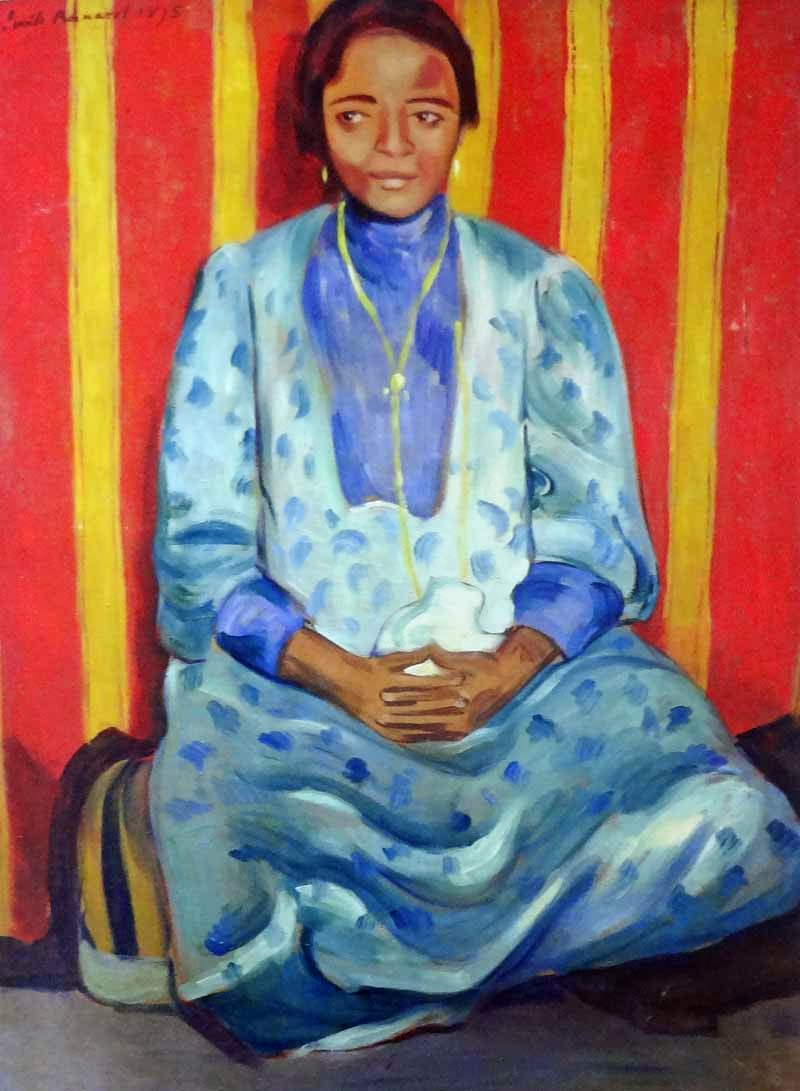
Abyssine en robe de soie (1895), Boulogne-Billancourt, musée des Années Trente.
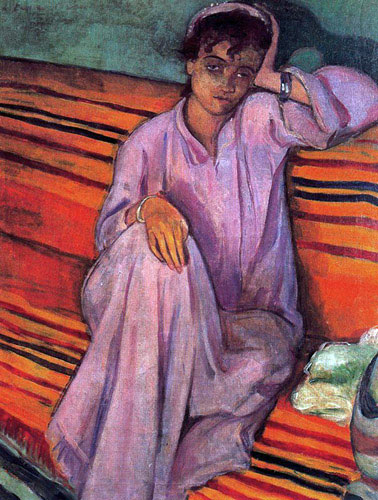
L'Africaine (1895), Essen, musée Folkwang.
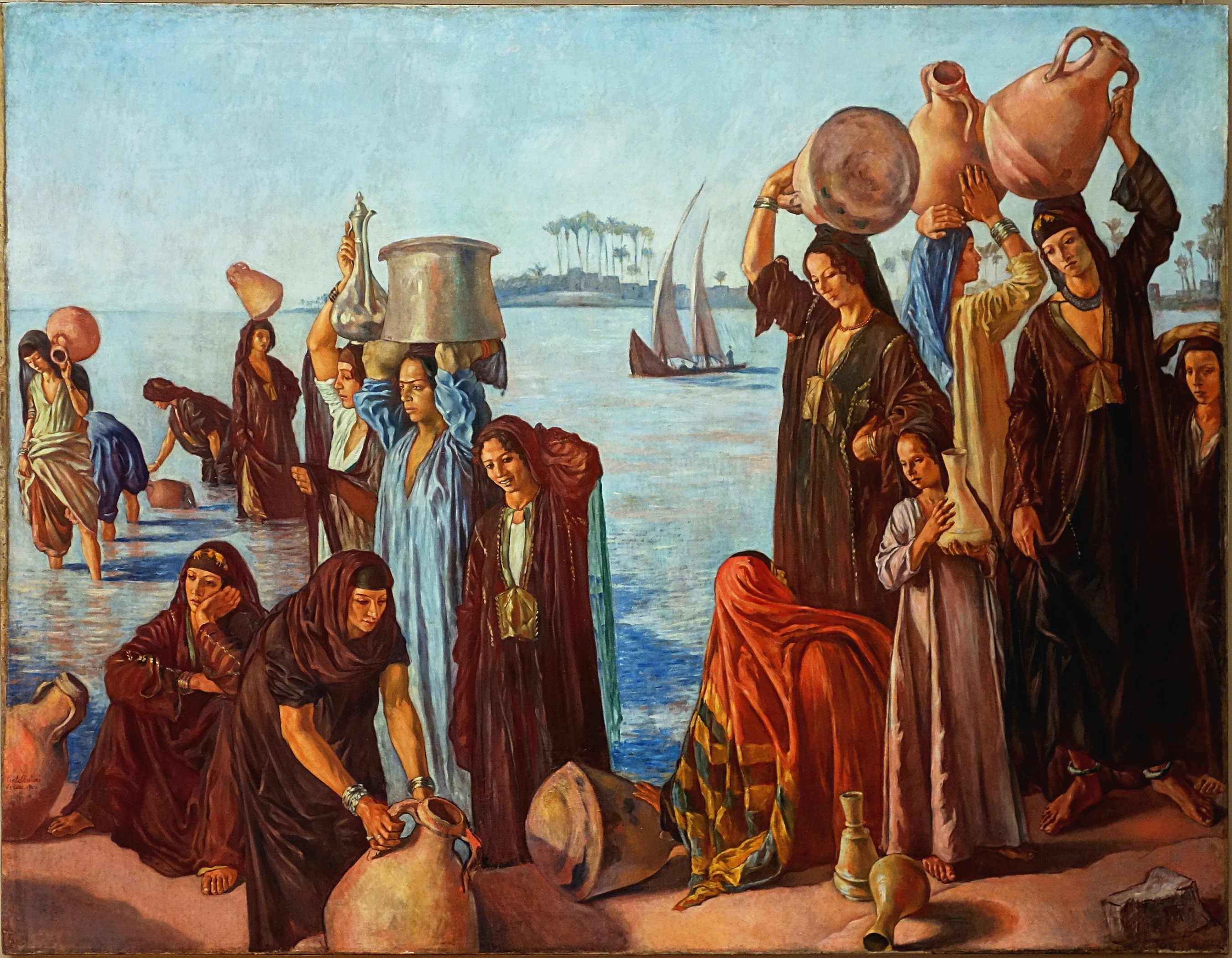
Femmes au bord du Nil (1900), palais des Beaux-Arts de Lille.
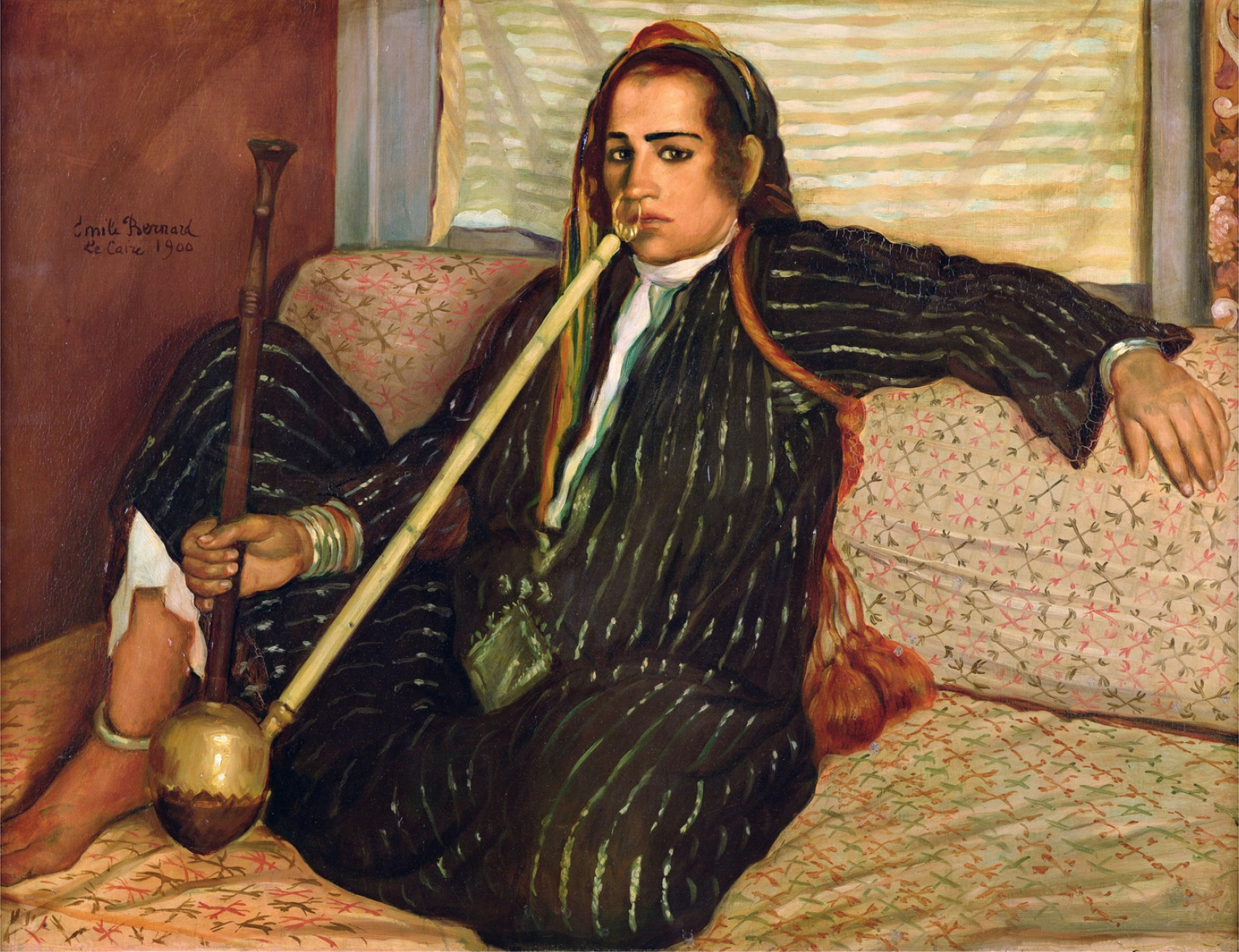
La Fumeuse de haschisch (1900), Paris, musée d'Orsay.
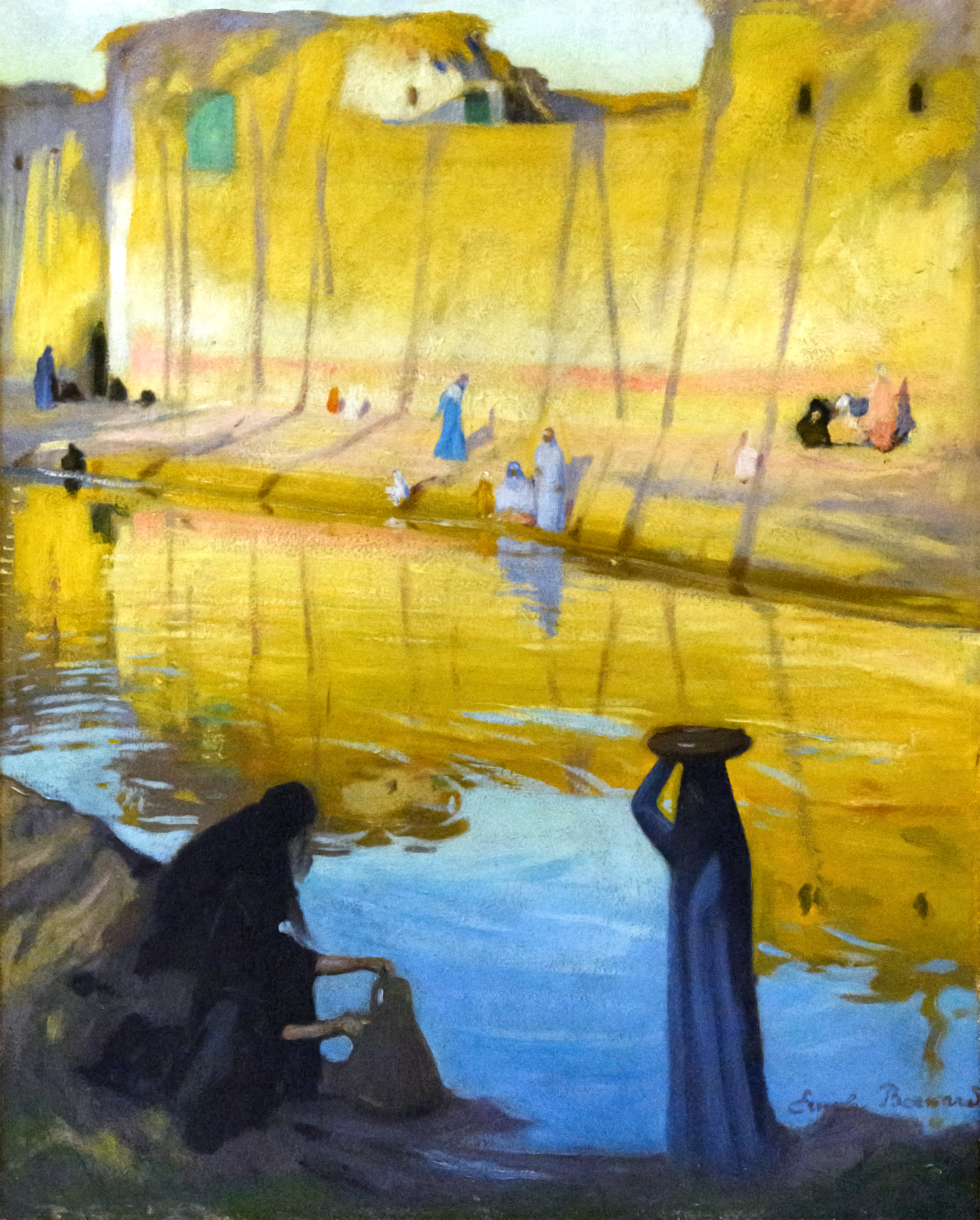
Bords du Nil à Marg, musée des Beaux-Arts de Narbonne
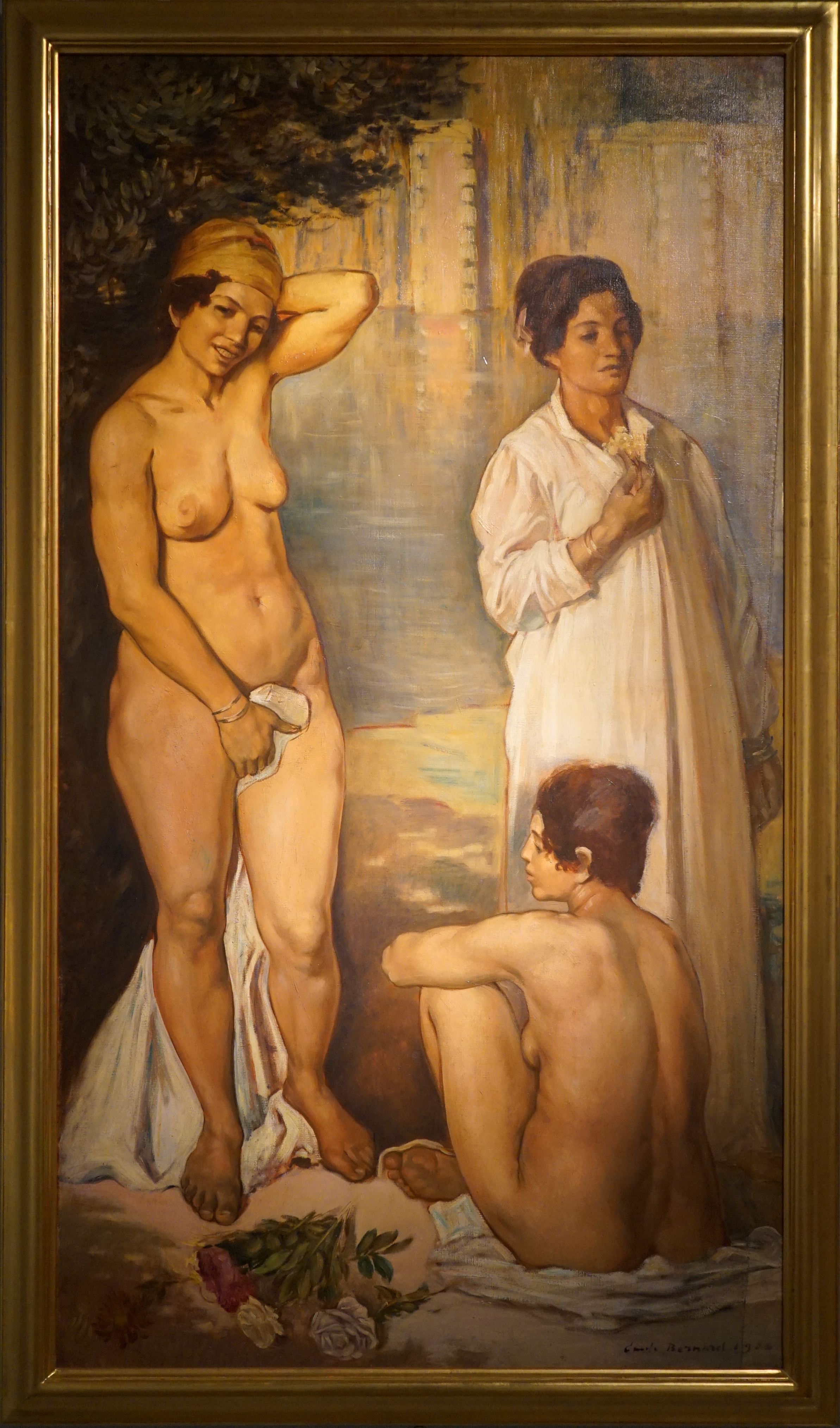
Femmes fellahs au bain, musée des Beaux-Arts de Reims.

### Paul Cézanne et le retour en France
Bernard est de retour en France en février 1904.
Paul Cézanne, alors que le père Tanguy était le seul à exposer ses œuvres, est probablement l’artiste qui a le plus influencé Emile Bernard dans sa première période, à l’époque du cloisonnisme. L’influence des baigneuses de Cézanne est évidente  dans les Baigneuses à la vache rouge.
Bernard voulait en avoir le cœur net et il se rend tout de suite à Aix-en-Provence où il passe un mois en compagnie de Paul Cézanne, qu’il photographie dans son atelier. Il publie des entretiens réalisés avec Cézanne dans la revue L'Occident, et contribue ainsi grandement à sa reconnaissance, après avoir contribué à faire connaître Van Gogh.
En hiver 1904, il parcourt l’Allemagne avec son ami le peintre Ignacio Zuloaga, puis l’Italie.

### Le retour au classicisme

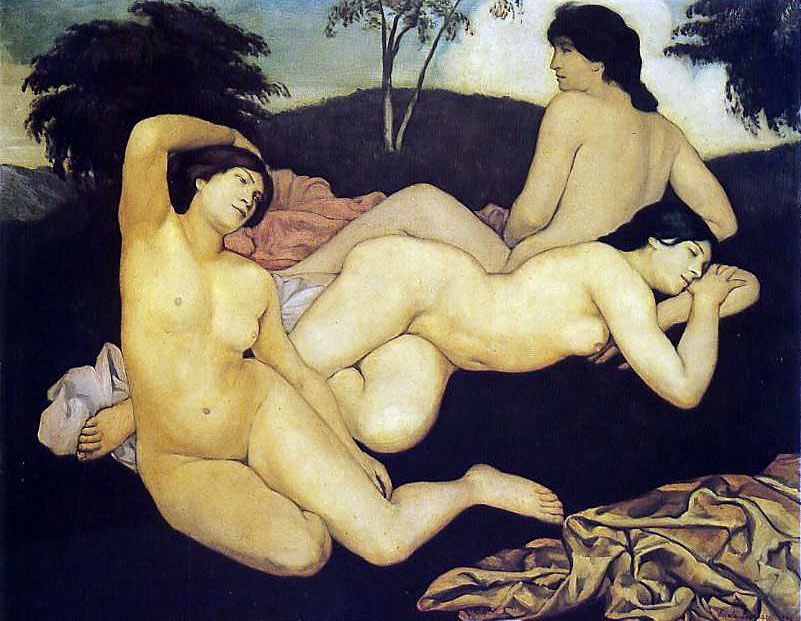
Après le bain ou Les Nymphes (1908), palais des Beaux-Arts de Lille.

De retour à Paris en 1904, Émile Bernard se dirige vers « un retour à l’art de tradition, à la grande peinture, à l’art classique » qui l'éloigne des expérimentations avant-gardistes de ses débuts. En 1905, il s’installe à Tonnerre et fonde une revue, La Rénovation esthétique, qui paraîtra jusqu’en 1910, et dans laquelle il publie notamment le futuriste italien Marinetti. Il s’agit d’un mensuel dans lequel Bernard mène une véritable campagne traditionaliste, en multipliant les pseudonymes : il rédige lui-même la plupart des articles. On retrouve Armand Point et Paul Fort au sommaire.
Entre 1905 et 1907, trois enfants naissent de sa relation avec Andrée Fort : Milandre en 1905, Michel-Ange en 1906 et Émilienne en 1907. Mais Bernard passe plus souvent son temps à Montmartre où il s’occupe de sa revue qu’en Bourgogne.
En 1909, Bernard expose à Prague.
Ce retour au Classicisme explique sans doute le fait que son nom soit ensuite retombé dans l’oubli. Tout au long de sa carrière il aura souffert de l’ombre de Gauguin et de Van Gogh.

### L'île Saint-Louis
Son père meurt en 1911. L’héritage lui permet de s’installer sur l’île Saint-Louis au 15, quai de Bourbon, dans un appartement qui fut quelques siècles plus tôt l’atelier de Philippe de Champaigne, premier peintre de Marie de Médicis qui représenta onze fois le cardinal de Richelieu en grand costume et membre fondateur de l’Académie Royale de Peinture et de Sculpture en 1648, académie où il prononce le 12 juin 1676 une conférence sur un tableau du Titien représentant la Vierge, l’Enfant Jésus et saint Jean Baptiste. Et Bernard écrit sur la porte de son atelier : « Émile Bernard, élève du Titien ». Peintre austère et acharné au travail, Philippe de Champaigne reste connu pour son bleu argenté et la qualité de ses compositions. Bernard ne quittera plus cet atelier jusqu’à la fin de ses jours, un lieu certainement privilégié pour dialoguer en esprits avec les grands artistes de la tradition.

### La sultane arménienne

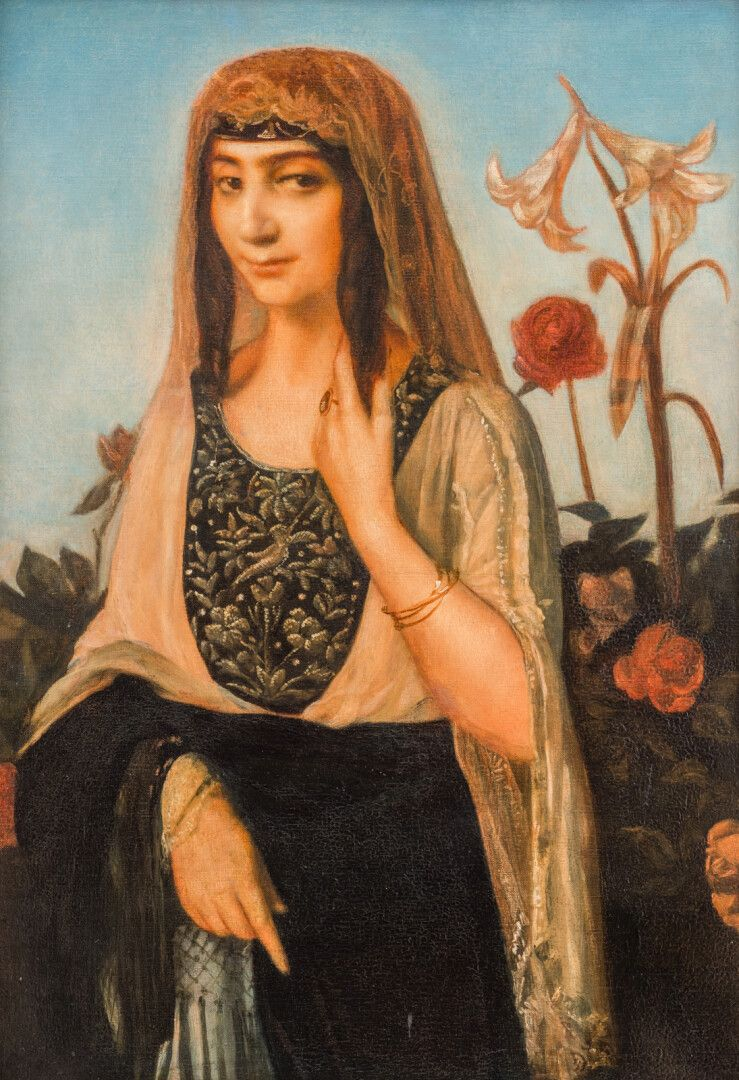
Portrait d'Armène Ohanian, 1913, localisation inconnue.

Dans ses Mémoires, Émile Bernard écrit qu'il fit la connaissance d'Armène Ohanian au cours du Banquet des Orientalistes en 1912. Une liaison s'ébaucha bientôt entre eux. L'Orient est le point commun entre le peintre et la danseuse. Armène lui rappelait tout ce qui l'avait frappé dans ces pays lointains : la lumière, la chaleur, la sensualité, la langueur, la musique. De son côté, la danseuse avait estimé, en Émile Bernard, l'homme qui avait connu et compris l'Orient. Elle avait, en outre, l'élégance, le don des langues, la connaissance du monde. Retournée aux chants et aux danses de son pays, apte aux expressions les plus diverses, elle fut tour à tour pour le peintre : la Sultane évoquant les charmes de l'Orient, Ève après le péché, Salomé aux désirs impérieux, une madone transpercée de douleurs. C'est ainsi, nous dit Émile Bernard, qu'il la représenta plus de 25 fois entre 1913 et 1915.

### Quatre années à Venise, le Cycle humain
La Biennale de Venise de 1922 consacre une salla à Émile Bernard. Il s'y rend en compagnie de son seul élève et futur gendre André Maire. Il séjourne quatre ans dans la cité des Doges où il rédige un livre consacré à Michel-Ange publié en 1924, et il s'attèle à une de ses réalisations les plus ambitieuses, Le Cycle humain, dont il expose une première version en 1925 au Salon des Tuileries. Quatre très grandes toiles figurant les quatre phases de l’humanité : La Construction du Temple, Les Héros et les dieux, Le Christ guérissant les malades et Le Doute. Exposé en 1926 galerie Charpentier à Paris, la version définitive du Cycle ne séduit pas le public français. Il rencontre par contre un grand succès en Italie où il est conservé à Venise à la Ca' Pesaro.

### Saint-Malo de Phily

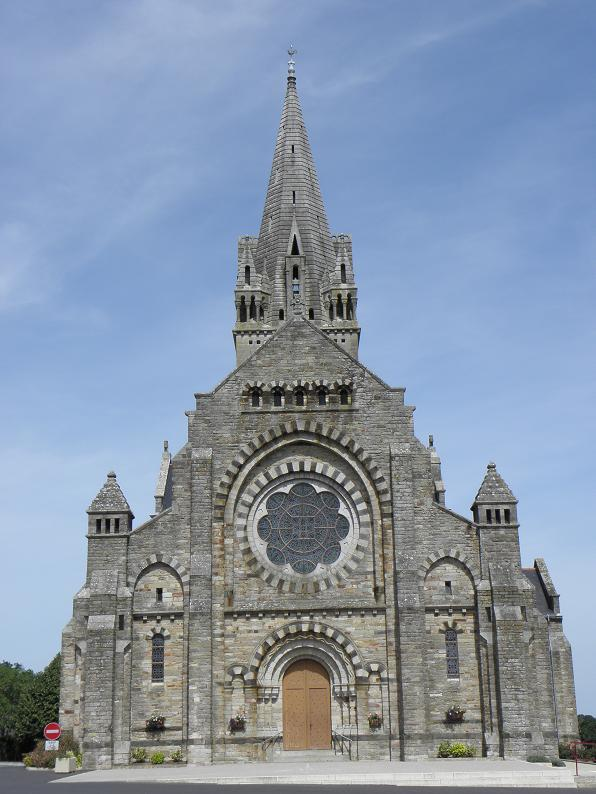
L'église Saint-Malo à Saint-Malo-de-Phily, édifiée en 1900 par l'architecte Henri Mellet.

En 1933, à la demande de l'abbé Duparc, Émile Bernard peint dans l'église Saint-Malo à Saint-Malo-de-Phily une série de fresques sur le thème de l'histoire de la récupération des reliques de ce saint,,,.
- Félix. Qui a reçu les reliques dans sa maison est miraculeusement guéri.
- Rociantour et les envoyés d'Aleth implore de Childebert III le corps de saint Malo.
- À l'épreuve proposée par le roi, la tête et la main de saint Malo se séparent de son corps.
- Saint Malo.
- Marc Mathurin Leroux. Vicaire de Saint-Malo-de-Phily, martyrisé à Rennes en 1793, puis guillotiné le 6 octobre 1794 en compagnie d'autres prêtres. Cette scène est peinte sur le pilier sud du chœur de l'église paroissiale de Saint-Malo-de-Phily.

### 1939, le retour à Pont-Aven
En 1939, au soir de sa vie, il retourne à Pont-Aven pour deux ans. Durant ce séjour, Bernard écrit La Tour, un roman breton demeuré inédit, et termine de graver les bois gravés destinés à illustrer son long poème Le Juif errant. Il y reprend de nombreuses fois le thème des lavandières bretonnes, dans une série de grandes toiles qui ne sont finalement pas si différentes par leur traitement de celles de la période de Pont-Aven. Ce qui frappe dans ces représentations, c’est son abandon des couleurs vives au profit de nuances de noirs et de bruns profonds. La composition est rigoureuse et sobre. Ces lavandières sont restées très peu connues, du fait probablement de leur conservation dans des collections particulières, mais aussi de l’absence de publicité pour la peinture de Bernard, qui peignait dans une grande liberté, ses contrats avec le marchand Ambroise Vollard pour l’illustration de beaux livres ornés de bois et de cuivres gravés lui assurant alors un revenu confortable.
Émile Bernard a travaillé en collaboration avec la peintre et céramiste quimperroise Berthe Savigny (1882-1958), sœur aînée de Pierre du Belay et auteur des célèbres bébés commercialisés par la manufacture de faïences de Quimper. Il l’aurait connue toute petite et ils seraient restés liés toute leur vie, réalisant des peintures à quatre mains. Si on trouve cette information dans plusieurs ouvrages[réf. nécessaire], on ne connaît pourtant aucune de ces œuvres.
Il meurt le 16 avril 1941 dans son atelier parisien de l'hôtel Le Charron au 13-15, quai de Bourbon, dans l'île Saint-Louis, qu'il occupait depuis 1926. Il est inhumé au cimetière parisien de Pantin dans la 43e division.

## Œuvre en art plastique

### Le portraitiste

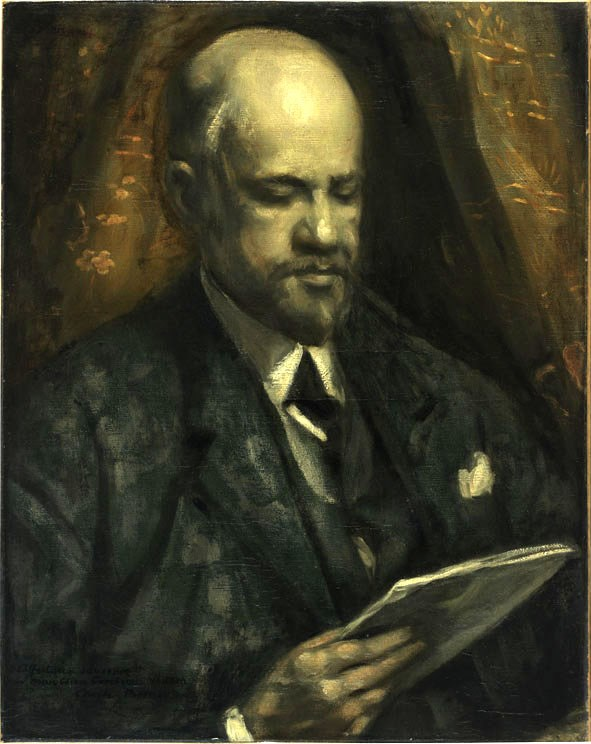
Portrait d'Ambroise Vollard, 1916, Saint-Denis, musée Léon-Dierx.

Émile Bernard reste fidèle à ses amis de toujours, dont le plus proche d'entre eux, Louis Anquetin, pour lequel il réalise un portrait en 1932, quelque temps avant sa mort et qu'il lui dédicace : « À Louis Anquetin en témoignage de ma plus profonde admiration. » Sa correspondance des années 1932-1933 énonce également son amitié admirative pour le peintre Auguste Durand-Rosé.
Le portrait est un genre que Bernard pratiquera toute sa vie et dans lequel il excellera. La plupart de ses portraits sont peu connus et ne quittent pas les collections privés où ils sont conservés, mais on en connaît quelques-uns : ceux du docteur Gachet, du Père Tanguy, de Louis Anquetin, du peintre Sabater, d’Ambroise Vollard, de madame Shuffenecker, de l’écrivain catholique et nationaliste Émile Beauman, le portrait d’Édouard Rose, de dom Willibord Verkade conservé à Saint-Germain-en-Laye, un portrait de Paul Léautaud conservé au musée de Calvet d’Avignon, une série d’une vingtaine de toiles représentant la danseuse, chorégraphe et femme de lettre arménienne Armen Ohanian, un des grands amours du peintre. Il a aussi bien sûr peint Andrée Fort sa seconde épouse, la jeune égyptienne Hanenah Saati sa première épouse, sa sœur Madeleine, et bon nombre de modèles anonymes. Bernard peint ses portraits avec une grande économie de moyens, et la lumière dont il baigne les traits est toujours savamment étudiée.

### Dessins
- Étude pour l'église de Locronan, 1928, fusain et crayon sur papier, 36,2 × 29,4 cm, Musée des Beaux-Arts de Brest [23]
- Les Remparts, brou de noix sur papier, 29,6 × 23,1 cmMusée des Beaux-Arts de Brest[24]
- Personnage sur fond d'église, encre sur papier, 27 × 21 cm, Musée des Beaux-Arts de Brest[25] ;
- Maisons flamandes, brou de noix sur papier, 32,2 × 24,2 cm, Musée des Beaux-Arts de Brest[26]

### Graveur sur bois
Émile Bernard a commencé à graver le bois, le cuivre et le zinc dès la période de Pont-Aven en 1886. En Égypte, il a sculpté un certain nombre de bas-reliefs en bois, et à continué à produire des bois gravés modernes dont il illustrait ses publications. Associé à l'éditeur Ambroise Vollard à partir de 1915, ils produiront ensemble cinq ouvrages de luxe destinés aux bibliophiles, pour l'illustration desquels le peintre était très bien payé. À partir de 1915, Émile Bernard vit donc davantage de son activité de graveur que de ses peintures.
Avec Vollard, il illustre Les Amours de Ronsard (1915), Les Fleurs du mal de Baudelaire, les œuvres de François Villon (1918), Les Petites fleurs de saint François d'Assise (1928) et l'Odyssée d'Homère (1930).
Vollard présente Bernard à Louis Barthou qui lui commande l'illustration du poème de Victor Hugo, La Fin de Satan. L'ouvrage illustré de 50 eaux-fortes de Bernard paraît aux éditions Le Livre contemporain à l'occasion du cinquantenaire de la disparition du poète, en 1935.
Il illustre également les chansons de Paul Fort de cent bois gravés en 1922 (Paris, Édouard Pelletan Helleu et Sergent éditeurs, 1922).
Le Cantique des Cantiques de Salomon, illustré de bois gravés, de Bernard paraît à titre posthume en 1946 chez Grasset.
Émile Bernard aura réalisé plus de 2 000 bois gravés durant sa longue carrière. Il en a coloré à la main un grand nombre, que ce soit à l'encre, à l'aquarelle ou à la sépia.
Lithographie et gravures
- Bretonneries, trois femmes étendant du linge, 1888-1889, zincographie en noir sur papier, Musée des Beaux-Arts de Quimper[27]
- Bretonnes nourrissant les cochons, 1889, lithographie, Melbourne, Galerie nationale d'Australie[28]

### Sculpture
- Le Paradis Perdu, 1888, meuble bas en pin et chêne sculpté par Paul Gauguin et Émile Bernard, ouvrant à deux portes, signé en bas et au centre et daté, 100 × 119 × 60 cm, localisation inconnue[29].
- Bas-relief non daté pour décorer un meuble destiné à Ernest de Chamaillard. Gauguin de son côté en fera un également pour le même meuble[30].
- Le J. Paul Getty Museum de Los Angeles conserve une sculpture[Laquelle ?] réalisée par Émile Bernard et Gauguin[31].
- Une autre sculpture[Laquelle ?] de Gauguin et de Bernard est répertoriée en 1989 dans la collection Samuel Josefowitz à Lausanne. Localisation actuelle inconnue[31].

### Tapisserie
- [Où ?] : Femme dans une prairie, vers 1925, écran en tapisserie d'Aubusson, tissage en basse lisse par l'atelier de l'école nationale d'art décoratif d'Aubusson, monture par l'ébéniste Léon Jallot (1874-1967), pour l'Exposition internationale des Arts décoratifs de 1925 à Paris.

### Peinture murale
- Saint-Briac, rue Croix-des-Marins : L'Adoration des Bergers, La Circoncision, L'Évangile ouvert. Émile Bernard s'installe en 1888 au 1er étage de l'auberge de Mme Lemasson pour y réaliser ces peintures murales. En 1889, il y peint deux fenêtres à la manière de vitraux. Plus tard, ce commerce est devenue une épicerie et ces œuvres ont disparu[32],[Note 2],[33].
- Saint-Malo-de-Phily, peintures murales de l'église, 1933 :
  - Rociantour et les envoyés d'Aleth implorant Childebert pour le corps de saint Malo ;
  - Épreuve proposée par le roi avec la tête et la main de saint Malo se séparant de son corps ;
  - Félix habitant de la paroisse est guéri par les reliques du saint[34].
- Villeneuve-lès-Avignon, abbaye Saint-André : cycle de trois peintures représentant l’Annonciation avec deux scènes d’anges musiciens exécuté en 1914 dans la propriété de son ami le peintre Louis Yperman, restaurateur des fresques du Palais des papes.

### Estampes

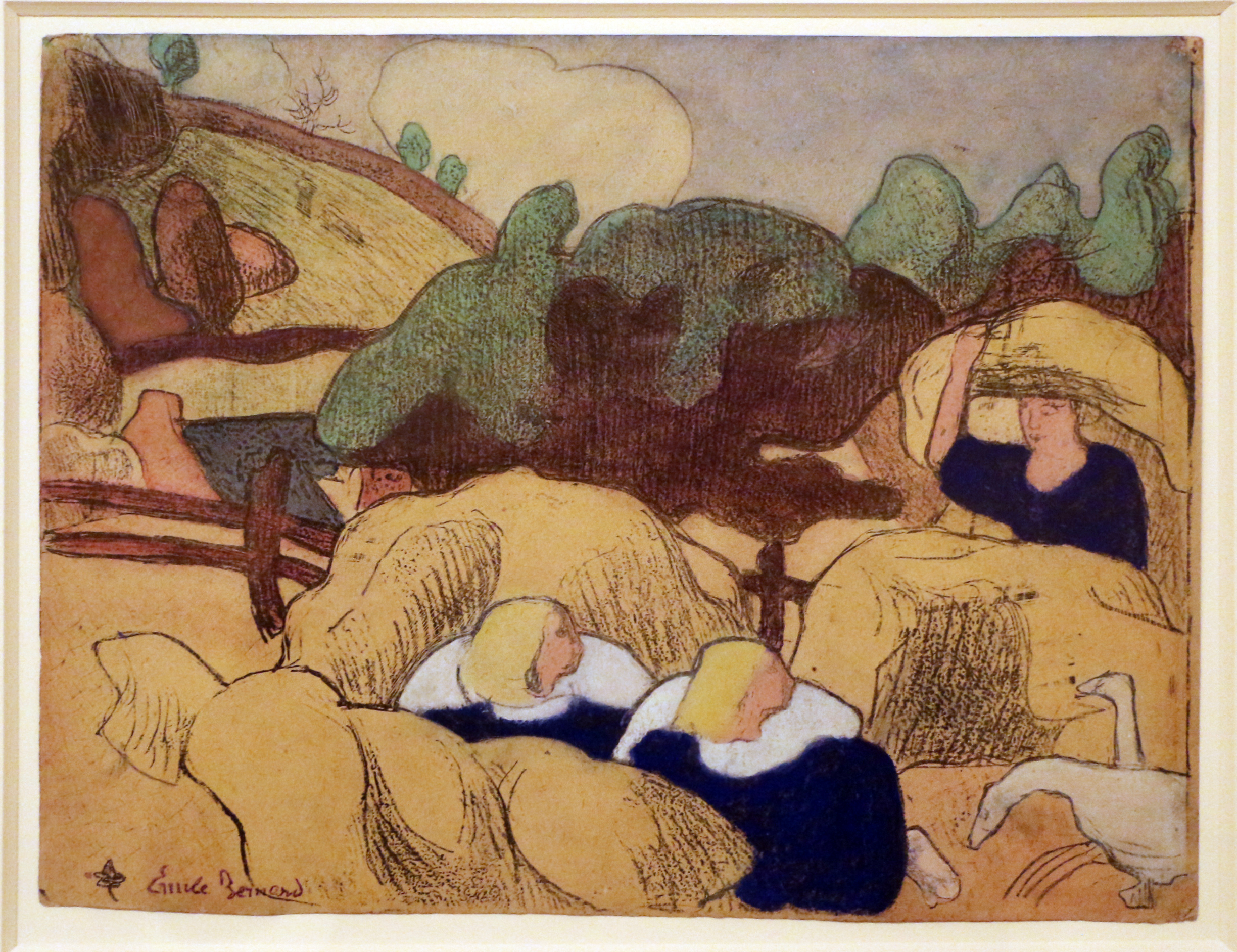
Femmes assemblant des gerbes de paille, zincographie avec gouache et aquarelle, musée d'Art d'Indianapolis.

Dans ses collections Jacques Doucet, la bibliothèque de l'Institut national d'histoire de l'art conserve plus de 80 estampes, principalement des lithographies de sujets religieux ou des scènes de genre, ainsi que des gravures sur bois. Le musée d'Art d'Indianapolis possède de Bernard des zincographies, un procédé proche de la lithographie.
- Pierre de Ronsard, Les amours, suite de 16 eaux-fortes en sépia, Ambroise Vollard éditeur, 1915.

Le musée des Beaux-Arts de Brest conserve deux estampes :
- Judith et Holopherne, 1893, gravure en manière noire, 34,7 × 25 cm[36] ;
- La Crucifixion, 1895, gravure sur bois, 35,1 × 14,9 cm[37].

## L'Homme de lettres
(septembre 2022).
Si vous disposez d'ouvrages ou d'articles de référence ou si vous connaissez des sites web de qualité traitant du thème abordé ici, merci de compléter l'article en donnant les références utiles à sa vérifiabilité et en les liant à la section « Notes et références ».

### Le poète
Émile Bernard publie plusieurs recueils de poèmes sous le pseudonyme de Jean Dorsal. Guillaume Apollinaire apprécie ses différents talents dans une lettre publiée en préface à son recueil de poèmes La Lumière mythique Son poème le plus ambitieux, Le Juif errant, poème en vingt chants, paraît à titre posthume en 1945, illustré par 21 bois gravés de l'auteur.

### Le romancier
Émile Bernard est aussi auteur de quelques romans, dont La Danseuse persane (Calmann-Lévy, 1928).

### Le chroniqueur
Chroniqueur au Mercure de France depuis 1893, Émile Bernard y a publié 33 textes jusqu’en 1938. Émile Bernard a écrit plusieurs ouvrages sur la peinture dont ses Propos sur l’art, deux volumes réédités par Anne Rivière chez Séguier en 1994.
Il fonde en mai 1905 une revue avec Théodore Goutchkoff, un jeune Russe résidant à Paris, qui lui propose d'en subventionner la publication pour diffuser ses idées face à ceux qui l'accusent de minimiser le rôle de Paul Gauguin : La Rénovation esthétique paraît jusqu'en avril 1910, et est rejointe en mai 1908 par Louis Lormel, ami d'enfance de Bernard,.

### 1914-1918 où La Divine épopée

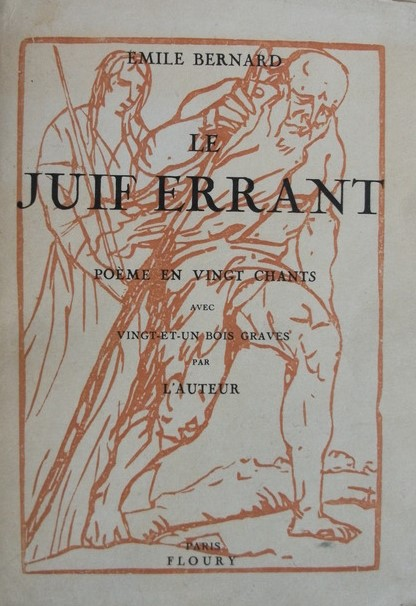
Couverture pour Le Juif errant, 1928, bois gravé.

C’est durant la Première Guerre mondiale que Bernard s’attaque à la rédaction de son œuvre poétique la plus ambitieuse, La divine épopée, comprenant trois volumes, Adam ou l'homme, Le Juif errant et Christophe Colomb. Paul Jamot à qui Bernard avait dès 1918 envoyé un résumé de son Juif errant après l'avoir lu avec intérêt et admiration écrit : « pas de doute : l'idée est magnifique. C’est toute l'histoire religieuse et même philosophique ou morale de l'humanité dans des tableaux qui se prêtent tour à tour à la plastique et au lyrisme. »

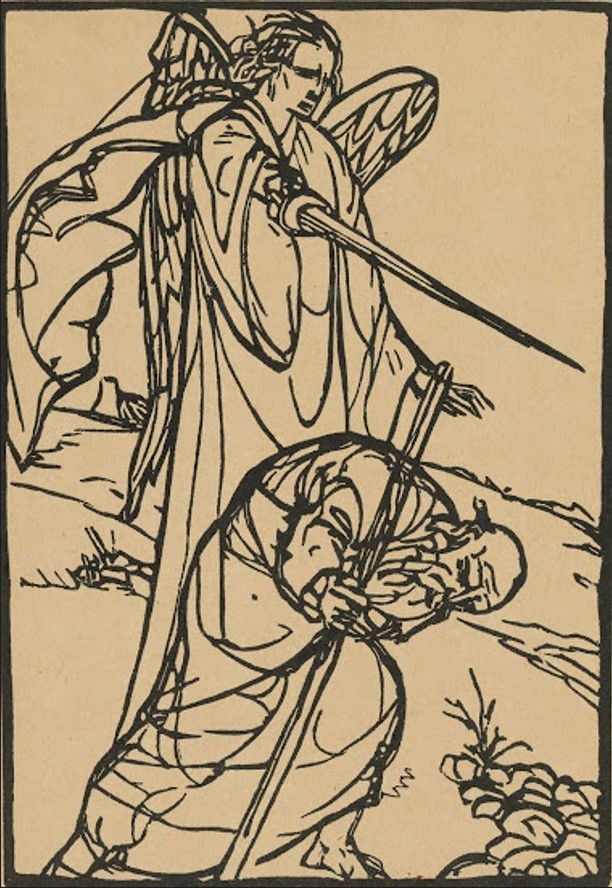
Le Juif errant, 1928, bois gravé.

Adam ou l'homme, poème en trois chants, est édité par Venezia La Bella à Paris en janvier 1922 avec un tirage confidentiel. Il n'a jamais été réédité depuis lors. Le Juif errant, poème en vingt chants composé, illustré et gravé par Émile Bernard fut écrit pendant la guerre 1914-1918 et achevé d'imprimer par les soins de son fils Michel-Ange à Tonnerre en 1928, à un tirage de 250 exemplaires. Grand voyageur rarement en France, Émile Bernard ne dessina les bois destinés à illustrer son texte qu'au cours d’un de ses voyages en Italie, à Venise. Ceux-ci ne furent commencés d'être gravés que plusieurs années après. Ce fut à la suite d'un voyage officiel à Pont-Aven où Émile Bernard était allé présider à l’inauguration de la plaque de la célèbre école qu'il termina les quelques bois qu’il lui restait à graver. À peine avait-il achevé ce travail qu'il mourait à Paris dans son atelier au quai de Bourbon, en avril 1941. Son fils Michel-Ange Bernard mettra sous presse les 21 plaques de bois après son décès et insérera les images dans les exemplaires du livre imprimé en 1928, qui ne sera proposé à la souscription qu'en 1945. Le livre n'a jamais été réédité. Les 21 bois gravés sont consultables et téléchargeables sur le site du musée Van Gogh d'Amsterdam, qui en possède une suite.
Le dernier tome de la trilogie, Christophe Colomb, n'a jamais été publié.

### Publications
- Propos sur l'art, 2 tomes,  (ISBN 2-84049-031-5).
- L'Esclave nue, suivi de La Danseuse persane, roman.
- Le Parnasse oriental. Le Caire, Beth el Baabri, impr. de E. Messina, 1903. Revue éphémère créée en 1902[40].
- Le Voyage de l'être, poèmes d'évolution. Susurrements, Cœur nu, Sentimentalités solitaires, Sensualismes, Malaises cordiaux, Foi, Extases et luttes, suivi de Paysages et du Livre d'hommages, Le Caire, Impr. Moussa Roditi, 1898 (Poésies 1886-1898).
- La Méthode de Paul Cézanne. Exposé critique , Mercure de France, CXXXVIII, 1er mars 1920, p. 289-318.
- Une conversation avec Cézanne, Mercure de France, CXLVIII, 1er juin 1921, p. 372-397
- Jean D'Orsal [Émile Bernard], Les Figurations éternelles suives Des Ruines, poèmes, Paris, Gênes La Superbe, 1922.
- Jean D'Orsal [Émile Bernard], Adam ou L'Homme, poème en trois chants, Paris, Venezia La Bella, 1922.
- Jean D'Orsal [Émile Bernard], La Coupe De Cristal, poèmes, Yonne, Éditions de La Rénovation esthétique, 1925.
- Souvenirs sur Paul Cézanne. Une conversation avec Cézanne, la méthode de Cézanne, Paris, Chez Michel, 1925.
- Le Juif errant. Poème en vingt chants avec vingt-et-un bois gravés par l'Auteur, Paris, Floury, 1927.
- La Lumière mythique, Jean Dorsal, Paris, Éditions de la Rénovation Esthétique, 1933.
- Le Sablier, suivi de Les Regrets, Jean Dorsal, Paris, Éditions de la Rénovation Esthétique, 1933.
- Jean D'Orsal [Émile Bernard], Les colères sacrées, suives d'Exil et du Miroir intime, Éditions de la Rénovation Esthétique, 1937.
- Les modernes, comédie en trois actes. Préface d'Ambroise Vollard, Éditions les chemins nouveaux, 1938.
- Les Lettres d’un artiste (1884-1941), Dijon, Les Presses du réel, 2012  (ISBN 978-2-84066-498-7).

Livres illustrés
- Pierre de Ronsard, Les Amours, 156 bois et 16 cuivres dessinés et gravés, Paris, Ambroise Vollard, 1915.
- Charles Baudelaire, Les fleurs du mal, illustrations dessinées et gravées sur bois, 2 volumes, Paris, Ambroise Vollard, 1916.
- Œuvres de François Villon, édition richement illustrée de gravures sur bois, Paris, Ambroise Vollard, 1918.
- Paul Fort. Chansons Françaises, 100 gravures originales sur bois dans et hors le texte, Paris, Éditions d'art Édouard Pelletan Helleu et Sergent éditeurs, 1922.
- Saint François d'Assise. Les petites fleurs de Saint-François, édition illustrée de 302 bois originaux, Paris, Ambroise Vollard, 1928.
- Homère, L'Odyssée, Vol. 1 et 2, bois originaux, traduction de Mme Dacier, Paris, Ambroise Vollard, 1930.
- Le Cantique des cantiques qui est de Salomon. C'est le grand et excellent d'entre les autres cantiques, bois originaux, Paris, Grasset, 1946.

## Distinctions

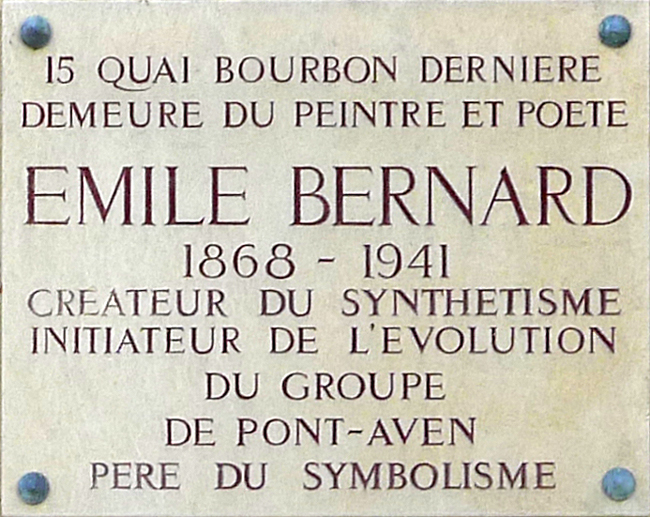
Plaque commémorative au 15, quai de Bourbon à Paris.

- Chevalier de la Légion d'honneur en 1936.
- Émile Bernard est élu à l'Académie des beaux-arts en novembre 1940.

## Postérité

### Expositions
- Exposition « Émile Bernard », Kunsthalle de Brême, du 5 février au 2 avril 1967, en coopération avec le palais des Beaux-Arts de Lille.
- « Époque de Pont-Aven », exposition Émile Bernard, Paris, du 21 mai au 17 juillet 2010, galerie Malingue, 26, avenue Matignon, Paris[41].
- Exposition collective au musée des Beaux-Arts de Quimper, regroupant 29 œuvres dont neuf d'Émile Bernard, printemps 2009.
- Exposition « Frictions of Ideas: Van Gogh, Gauguin, Bernard » Ordrupgaard, Copenhague, printemps 2014, et musée des Beaux-Arts de Göteborg, Suède, été 2014.
- Exposition « Émile Bernard (1868-1941)[42] », musée de l'Orangerie, Paris, du 16 septembre 2014 au 5 janvier 2015.
- Exposition « Émile Bernard. Au cœur de l’art moderne », Kunsthalle de Brême, du 7 février au 31 mai 2015, en coopération avec les musées d'Orsay et de l'Orangerie.
- Exposition « Émile Bernard. De Van Gogh à Gauguin », Centre Cristel Éditeur d'Art, Saint-Malo, du 17 avril au 9 mai 2015.
- Exposition « Émile Bernard, héraut de la peinture moderne », presbytère de Saint-Briac, à l'occasion de la 20e édition du Festival d'art de Saint-Briac, du 3 juillet au 6 septembre 2015.

### Filmographie
- Émile Bernard parti de Saint-Briac, film documentaire de Christophe Penot, Cristel Éditeur d'Art, 2015.

### Marché de l'art
Les œuvres d'Émile Bernard sont cotées de manière inégale sur le marché de l'art, en fonction de ses époques. Ses œuvres de jeunesses, les plus colorées, sont les plus recherchées, et réalisent depuis peu des enchères millionnaires. Son record mondial[réf. nécessaire] aux enchères est atteint avec Le Salon, huile sur toile de 89 × 116 cm peinte vers 1890-1892, vendue 1 322 500 euros le 24 avril 2017 chez Christie's à Paris[réf. nécessaire]. Le record est battu le 15 mai 2019 par la toile Bretonnes ramassant des pommes adjugée 1 940 000 dollars chez Sotheby's à New York. Le 17 novembre 2022, la toile Bretonnerie (bretonnes dans une prairie) est adjugée pour 3 420 000 dollars chez Christie's à New York.

### Hommages
En Bretagne, au moins cinq rues portent son nom. En France, de nombreuses rues portent également son nom[réf. nécessaire].